# 2005-ös Formula–1 világbajnokság
A 2005-ös Formula–1 világbajnokság az 56. Formula–1-es világbajnoki szezon volt, amely 2005. március 6-tól 2005. október 16-ig tartott, és 19 futamból állt. Mind az egyéni, mind a konstruktőri versenyben új bajnokot avattak, előbbi Fernando Alonso, míg utóbbi a Renault lett. Ebben az évben debütált Robert Doornbos, Vitantonio Liuzzi, Patrick Friesacher, Christijan Albers, Narain Karthikeyan és Tiago Monteiro, valamint a Red Bull Racing csapat. Új helyszínként Törökország került a versenynaptárba, mely nagydíját Isztambulban, az Isztambul Park versenypályán rendeztek.

## Változások 2005-ben

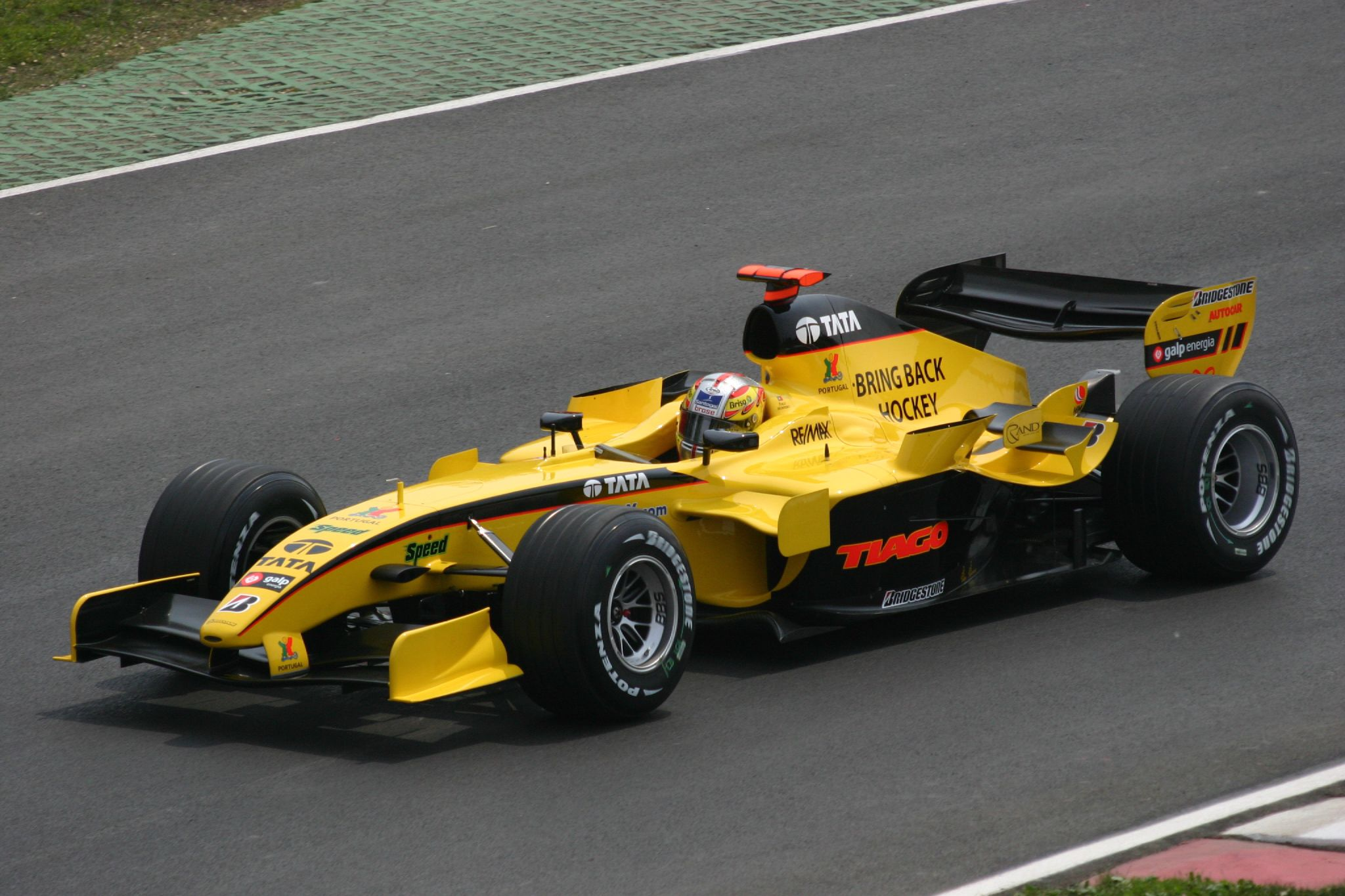
2005 volt a Jordan utolsó szezonja

Új helyszínként az Isztambulban rendezett török nagydíj került be a versenynaptárba. Ezzel tizenkilencre növekedett a futamok száma 2004-hez képest, és a Formula–1 történelmében ez az eddigi legtöbb verseny egy szezon alatt.

### Szabályok
2005-ben jelentős szabályváltozásokat hoztak a Formula–1-ben. A legfontosabb az a szabály volt, aminek értelmében a versenyzőknek egy garnitúra gumival kellett végigfutniuk az időmérő edzéseket és a teljes versenytávot, valamint a motorszabály, amely szerint egy hajtóműnek két versenyhétvégét kellett kibírnia. A rajtsorrendről az első hat futamon két „egykörös” időmérő edzés döntött (egy szombaton, egy vasárnap), ám a nürburgringi európai nagydíjtól kezdve a nézők és a média általános elégedetlensége miatt eltörölték a vasárnapi időmérő edzést.

### Versenyzők
Ebben az évben kilenc versenyző igazolt át más csapathoz, valamint ekkor debütált Tiago Monteiro és Narain Karthikeyan a Jordannel, továbbá Patrick Friesacher és Christijan Albers a Minardival.

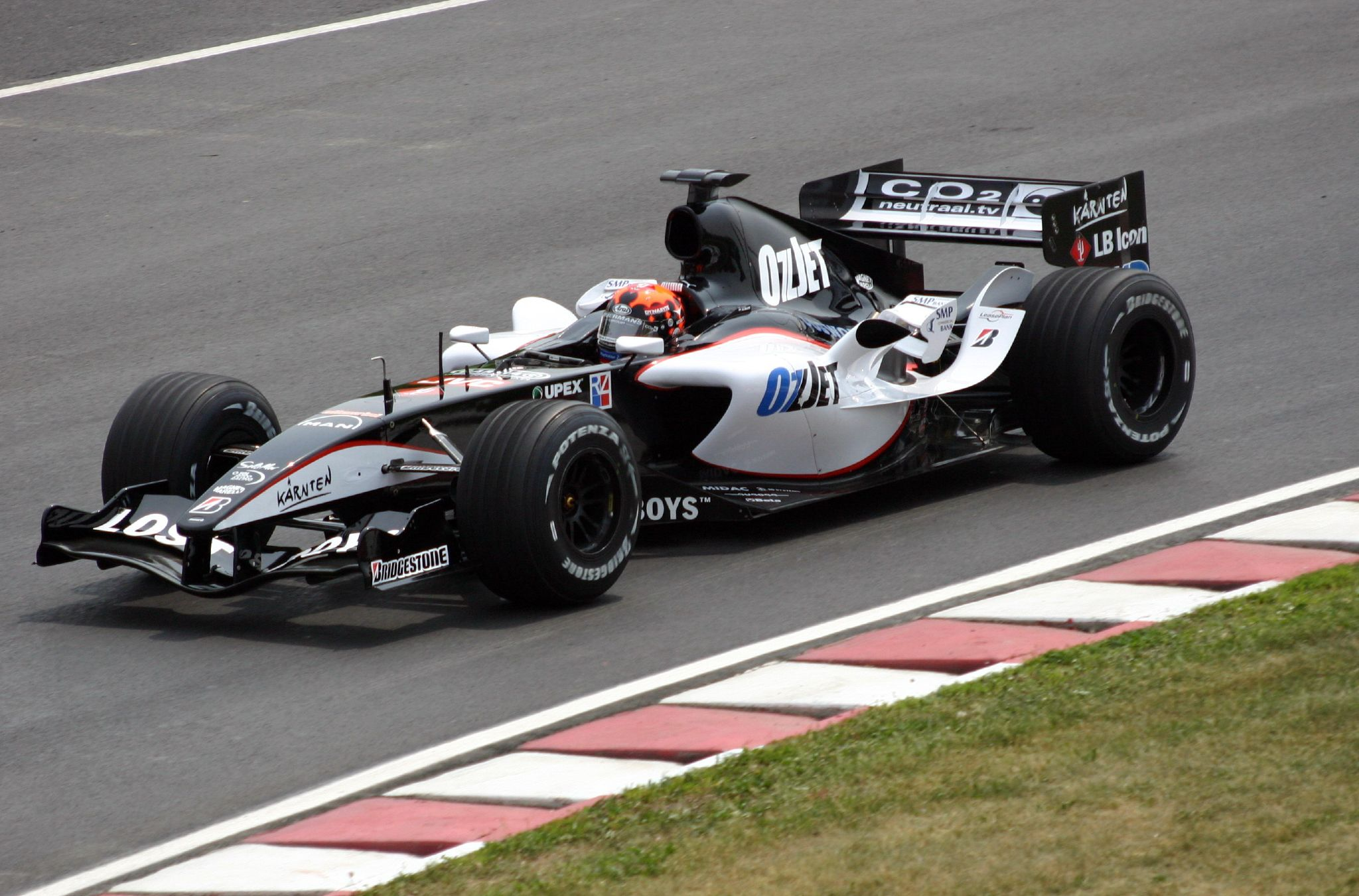
Albers a Minardival

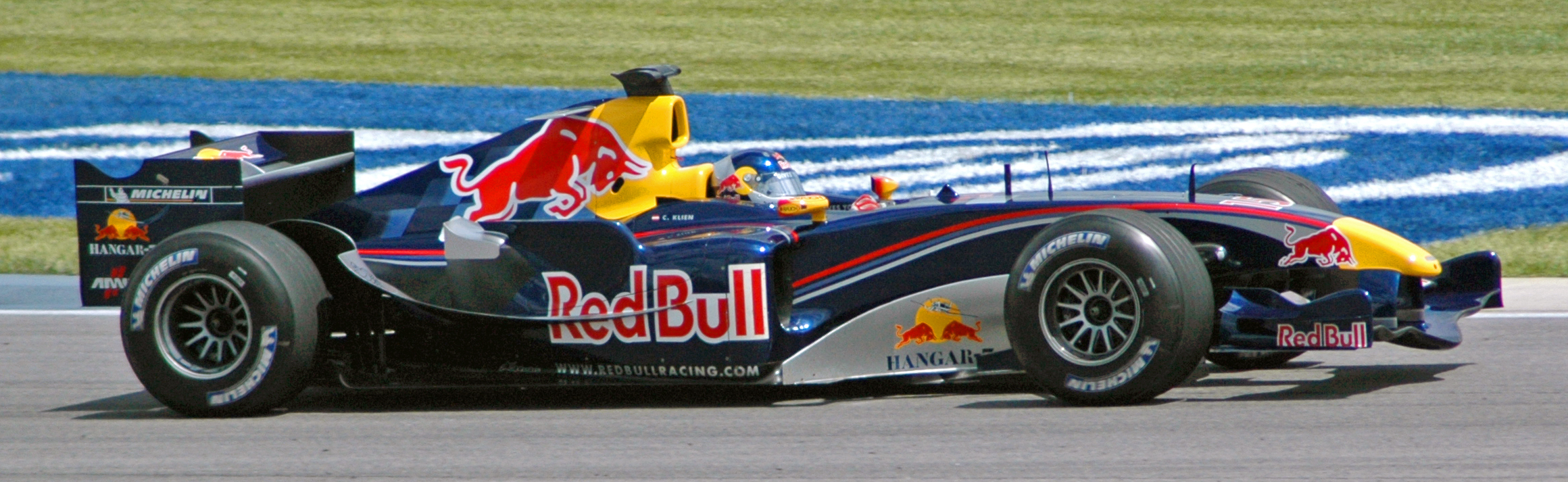
Klien az új Red Bull Racinggel

| Versenyző            | 2004-es csapat   | 2005-ös csapat    |
| -------------------- | ---------------- | ----------------- |
| Giancarlo Fisichella | Sauber-Petronas  | Renault           |
| Mark Webber          | Jaguar Racing    | Williams-BMW      |
| Nick Heidfeld        | Jordan Ford      | Williams-BMW      |
| Juan Pablo Montoya   | Williams-BMW     | McLaren-Mercedes  |
| Jacques Villeneuve   | Renault          | Sauber-Petronas   |
| David Coulthard      | McLaren-Mercedes | Red Bull-Cosworth |
| Christian Klien      | Jaguar           | Red Bull-Cosworth |
| Jarno Trulli         | Renault          | Toyota            |
| Ralf Schumacher      | Williams-BMW     | Toyota            |

### Csapatok
Az osztrák milliomos Dietrich Mateschitz megvásárolta a Jaguar Racinget, és 2005-ben Red Bull Racing néven új csapatot alapított. Meghagyta a korábbi Jaguar brit licencét, és Cosworth motorok hajtották az autókat. 2005 számos csapat utolsó szezonja volt: a Minardié, a Jordané, és a British American Racingé.

## Versenyzők és csapatok
A következő lista a 2005-ös Formula–1-es világbajnokságban részt vevő csapatokat és a versenyzőiket tartalmazza, a FIA hivatalos tájékoztatása alapján.
| Megnevezés                                  | Konstruktőr | Modell       | Motor                                   | Gumi | Rsz. | Versenyző            | Rsz. | Harmadik versenyző                                            | Teszt pilóta                                                                  |
| ------------------------------------------- | ----------- | ------------ | --------------------------------------- | ---- | ---- | -------------------- | ---- | ------------------------------------------------------------- | ----------------------------------------------------------------------------- |
| Scuderia Ferrari Marlboro                   | Ferrari     | F2004M F2005 | Ferrari 054 3.0 V10 Ferrari 055 3.0 V10 | B    | 1    | Michael Schumacher   |      | nem volt                                                      | Luca Badoer Marc Gené                                                         |
| Scuderia Ferrari Marlboro                   | Ferrari     | F2004M F2005 | Ferrari 054 3.0 V10 Ferrari 055 3.0 V10 | B    | 2    | Rubens Barrichello   |      | nem volt                                                      | Luca Badoer Marc Gené                                                         |
| Lucky Strike BAR Honda                      | BAR         | 007          | Honda RA005E 3.0 V10                    | M    | 3    | Jenson Button        |      | nem volt                                                      | Anthony Davidson Enrique Bernoldi Adam Carroll Tony Kanaan Alan van der Merwe |
| Lucky Strike BAR Honda                      | BAR         | 007          | Honda RA005E 3.0 V10                    | M    | 4    | Szató Takuma         |      | nem volt                                                      | Anthony Davidson Enrique Bernoldi Adam Carroll Tony Kanaan Alan van der Merwe |
| Lucky Strike BAR Honda                      | BAR         | 007          | Honda RA005E 3.0 V10                    | M    | 4    | Anthony Davidson     |      | nem volt                                                      | Anthony Davidson Enrique Bernoldi Adam Carroll Tony Kanaan Alan van der Merwe |
| Mild Seven Renault F1 Team                  | Renault     | R25          | Renault RS25 3.0 V10                    | M    | 5    | Fernando Alonso      |      | nem volt                                                      | Franck Montagny Lucas di Grassi Robert Kubica Giorgio Mondini                 |
| Mild Seven Renault F1 Team                  | Renault     | R25          | Renault RS25 3.0 V10                    | M    | 6    | Giancarlo Fisichella |      | nem volt                                                      | Franck Montagny Lucas di Grassi Robert Kubica Giorgio Mondini                 |
| BMW WilliamsF1 Team                         | Williams    | FW27         | BMW P84/5 3.0 V10                       | M    | 7    | Mark Webber          |      | nem volt                                                      | Antônio Pizzonia Nico Rosberg Andy Priaulx Sebastian Vettel                   |
| BMW WilliamsF1 Team                         | Williams    | FW27         | BMW P84/5 3.0 V10                       | M    | 8    | Nick Heidfeld        |      | nem volt                                                      | Antônio Pizzonia Nico Rosberg Andy Priaulx Sebastian Vettel                   |
| BMW WilliamsF1 Team                         | Williams    | FW27         | BMW P84/5 3.0 V10                       | M    | 8    | Antônio Pizzonia     |      | nem volt                                                      | Antônio Pizzonia Nico Rosberg Andy Priaulx Sebastian Vettel                   |
| West McLaren Mercedes Team McLaren Mercedes | McLaren     | MP4-20       | Mercedes FO110R 3.0 V10                 | M    | 9    | Kimi Räikkönen       | 35   | Pedro de la Rosa Alexander Wurz                               | Pedro de la Rosa Alexander Wurz Gary Paffett                                  |
| West McLaren Mercedes Team McLaren Mercedes | McLaren     | MP4-20       | Mercedes FO110R 3.0 V10                 | M    | 10   | Juan Pablo Montoya   | 35   | Pedro de la Rosa Alexander Wurz                               | Pedro de la Rosa Alexander Wurz Gary Paffett                                  |
| West McLaren Mercedes Team McLaren Mercedes | McLaren     | MP4-20       | Mercedes FO110R 3.0 V10                 | M    | 10   | Pedro de la Rosa     | 35   | Pedro de la Rosa Alexander Wurz                               | Pedro de la Rosa Alexander Wurz Gary Paffett                                  |
| West McLaren Mercedes Team McLaren Mercedes | McLaren     | MP4-20       | Mercedes FO110R 3.0 V10                 | M    | 10   | Alexander Wurz       | 35   | Pedro de la Rosa Alexander Wurz                               | Pedro de la Rosa Alexander Wurz Gary Paffett                                  |
| Sauber Petronas                             | Sauber      | C24          | Petronas 05A 3.0 V10                    | M    | 11   | Jacques Villeneuve   |      | nem volt                                                      | nem volt                                                                      |
| Sauber Petronas                             | Sauber      | C24          | Petronas 05A 3.0 V10                    | M    | 12   | Felipe Massa         |      | nem volt                                                      | nem volt                                                                      |
| Red Bull Racing                             | Red Bull    | RB1          | Cosworth TJ2005 3.0 V10                 | M    | 14   | David Coulthard      | 37   | Vitantonio Liuzzi Christian Klien Scott Speed                 | Scott Speed Neel Jani                                                         |
| Red Bull Racing                             | Red Bull    | RB1          | Cosworth TJ2005 3.0 V10                 | M    | 15   | Christian Klien      | 37   | Vitantonio Liuzzi Christian Klien Scott Speed                 | Scott Speed Neel Jani                                                         |
| Red Bull Racing                             | Red Bull    | RB1          | Cosworth TJ2005 3.0 V10                 | M    | 15   | Vitantonio Liuzzi    | 37   | Vitantonio Liuzzi Christian Klien Scott Speed                 | Scott Speed Neel Jani                                                         |
| Panasonic Toyota Racing                     | Toyota      | TF105 TF105B | Toyota RVX-05 3.0 V10                   | M    | 16   | Jarno Trulli         | 38   | Ricardo Zonta Olivier Panis                                   | Olivier Panis Ryan Briscoe Franck Perera Borja García                         |
| Panasonic Toyota Racing                     | Toyota      | TF105 TF105B | Toyota RVX-05 3.0 V10                   | M    | 17   | Ralf Schumacher      | 38   | Ricardo Zonta Olivier Panis                                   | Olivier Panis Ryan Briscoe Franck Perera Borja García                         |
| Panasonic Toyota Racing                     | Toyota      | TF105 TF105B | Toyota RVX-05 3.0 V10                   | M    | 17   | Ricardo Zonta        | 38   | Ricardo Zonta Olivier Panis                                   | Olivier Panis Ryan Briscoe Franck Perera Borja García                         |
| Jordan Grand Prix                           | Jordan      | EJ15 EJ15B   | Toyota RVX-05 3.0 V10                   | B    | 18   | Tiago Monteiro       | 39   | Robert Doornbos Franck Montagny Nicolas Kiesa Jamamoto Szakon | Nicky Pastorelli Mario Domínguez                                              |
| Jordan Grand Prix                           | Jordan      | EJ15 EJ15B   | Toyota RVX-05 3.0 V10                   | B    | 19   | Narain Karthikeyan   | 39   | Robert Doornbos Franck Montagny Nicolas Kiesa Jamamoto Szakon | Nicky Pastorelli Mario Domínguez                                              |
| Minardi F1 Team                             | Minardi     | PS04B PS05   | Cosworth TJ2005 3.0 V10                 | B    | 20   | Patrick Friesacher   | 40   | Hanóch Nísszání Enrico Toccacelo                              | Hanóch Nísszání Juan Cáceres Roldán Rodríguez                                 |
| Minardi F1 Team                             | Minardi     | PS04B PS05   | Cosworth TJ2005 3.0 V10                 | B    | 20   | Robert Doornbos      | 40   | Hanóch Nísszání Enrico Toccacelo                              | Hanóch Nísszání Juan Cáceres Roldán Rodríguez                                 |
| Minardi F1 Team                             | Minardi     | PS04B PS05   | Cosworth TJ2005 3.0 V10                 | B    | 21   | Christijan Albers    | 40   | Hanóch Nísszání Enrico Toccacelo                              | Hanóch Nísszání Juan Cáceres Roldán Rodríguez                                 |

## A versenyek

### Ausztrál nagydíj

Melbourne Grand Prix Circuit

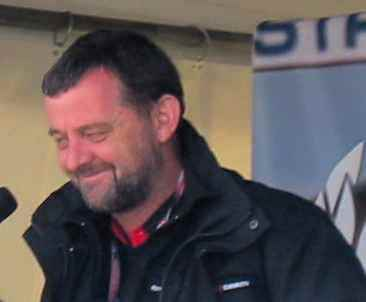
Paul Stoddart, a Minardi csapatfőnöke Ausztráliában

Az első versenyt, az ausztrál nagydíjat 2005. március 6-án rendezték meg Melbourne-ben. A pályán egy kör 5,303 km, a verseny 58 körös volt.
Az ausztrál nagydíj napjaiban a Minardi csapatfőnöke, Paul Stoddart az előző évi, a 2005-ös szabályoknak nem megfelelő autóval akarta elindítani versenyzőit, amit az FIA nem fogadott el. A Minardi végül a már megfelelő autóval lépett pályára szombaton. Az időmérő edzésen a versenyzőknek az előző verseny (2004-es brazil nagydíj) szerinti fordított sorrendben kellett a pályára lépniük. Az edzés a tizenkettedik pályára lépőig, Fisichelláig száraz volt, majd Felipe Massa, Michael Schumacher és Szató Takuma körén erősen esett, ezután hamar el is állt. A pole Fisichelláé lett, Räikkönen 10., Alonso 13., Schumacher 19. lett csak. A renault-s Fisichella a pole-ból indulva nyert, a 11. helyről rajtolt Barrichello, csapattársa, Fernando Alonso és a red bullos David Coulthard előtt. Schumacher 42. körben összeütközött Nick Heidfelddel.

### Maláj nagydíj

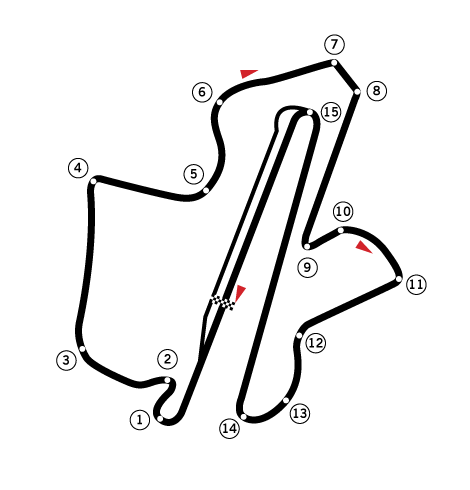
Sepang International Circuit

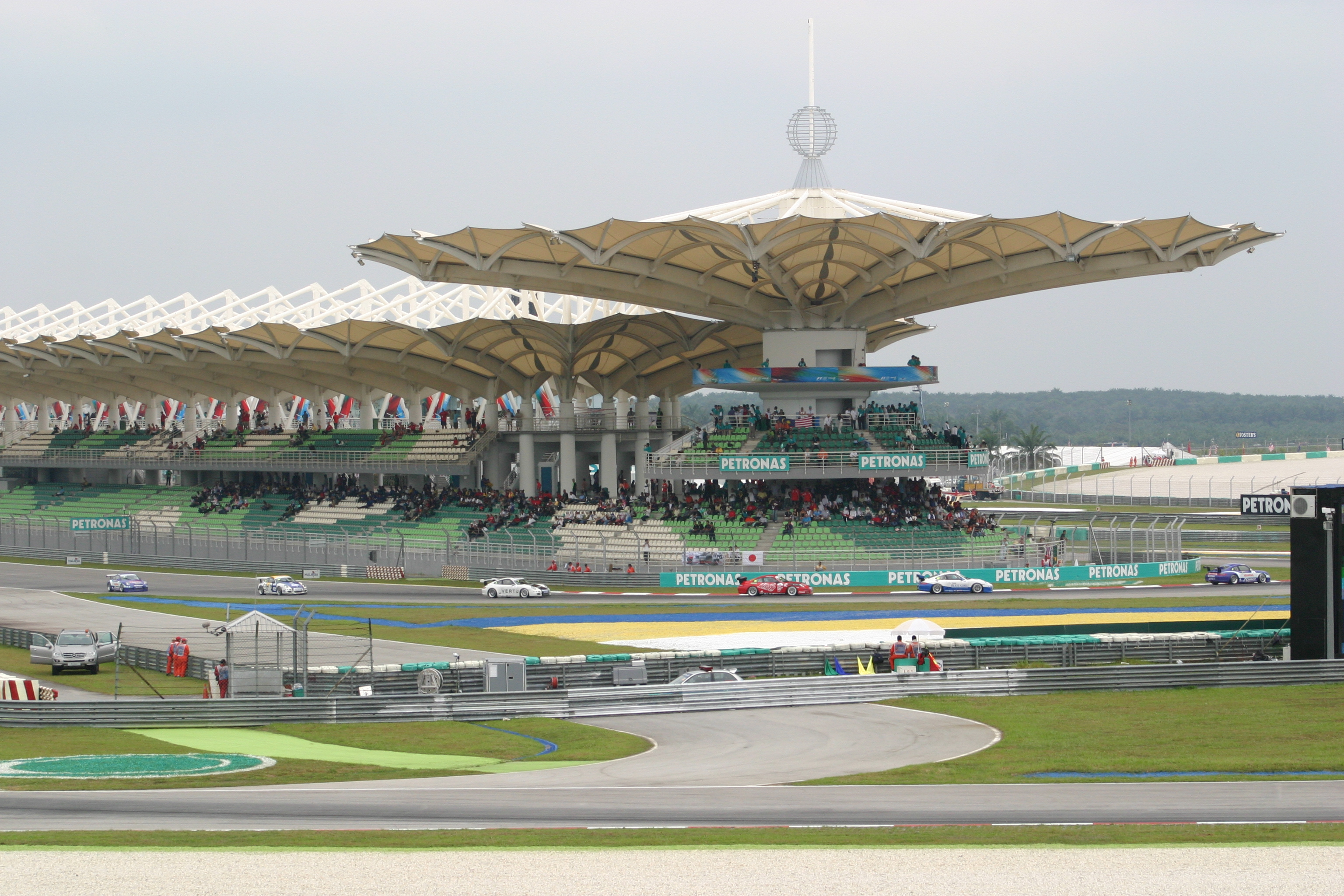
A sepangi főtribűn

A második versenyt, a maláj nagydíjat 2005. március 20-án rendezték meg Sepangban. A pályán egy kör 5,540 km, a verseny 56 körös volt.
A szezon második versenyén ezúttal a Renault másik versenyzője, Alonso szerezte meg az első rajtkockát és a győzelmet is. Trulli második, a 10. helyről induló Heidfeld 3. lett Fisichella kiesése után, aki Mark Webberrel ütközött a 35. körben (egyikük sem tudta folytatni a futamot). A dobogósok mögött Montoya, Ralf Schumacher, Coulthard, Michael Schumacher és Klien végzett. A leggyorsabb kört (1:35,483) Kimi Räikkönen autózta. A versenyből Barrichello, Villeneuve és Button is kiesett.
Alonso a verseny után Fisichellától átvette a vb-vezetést, és a szezon végéig meg is tartotta.

### Bahreini nagydíj

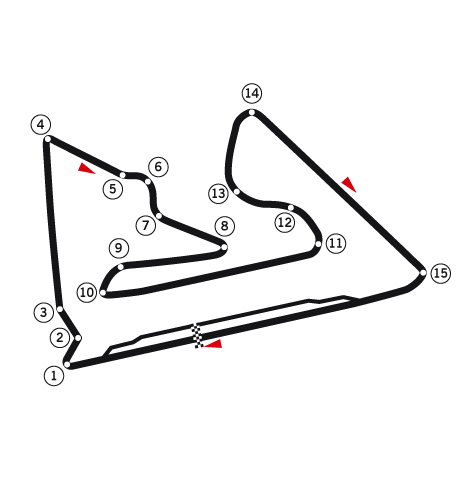
Bahrain International Circuit

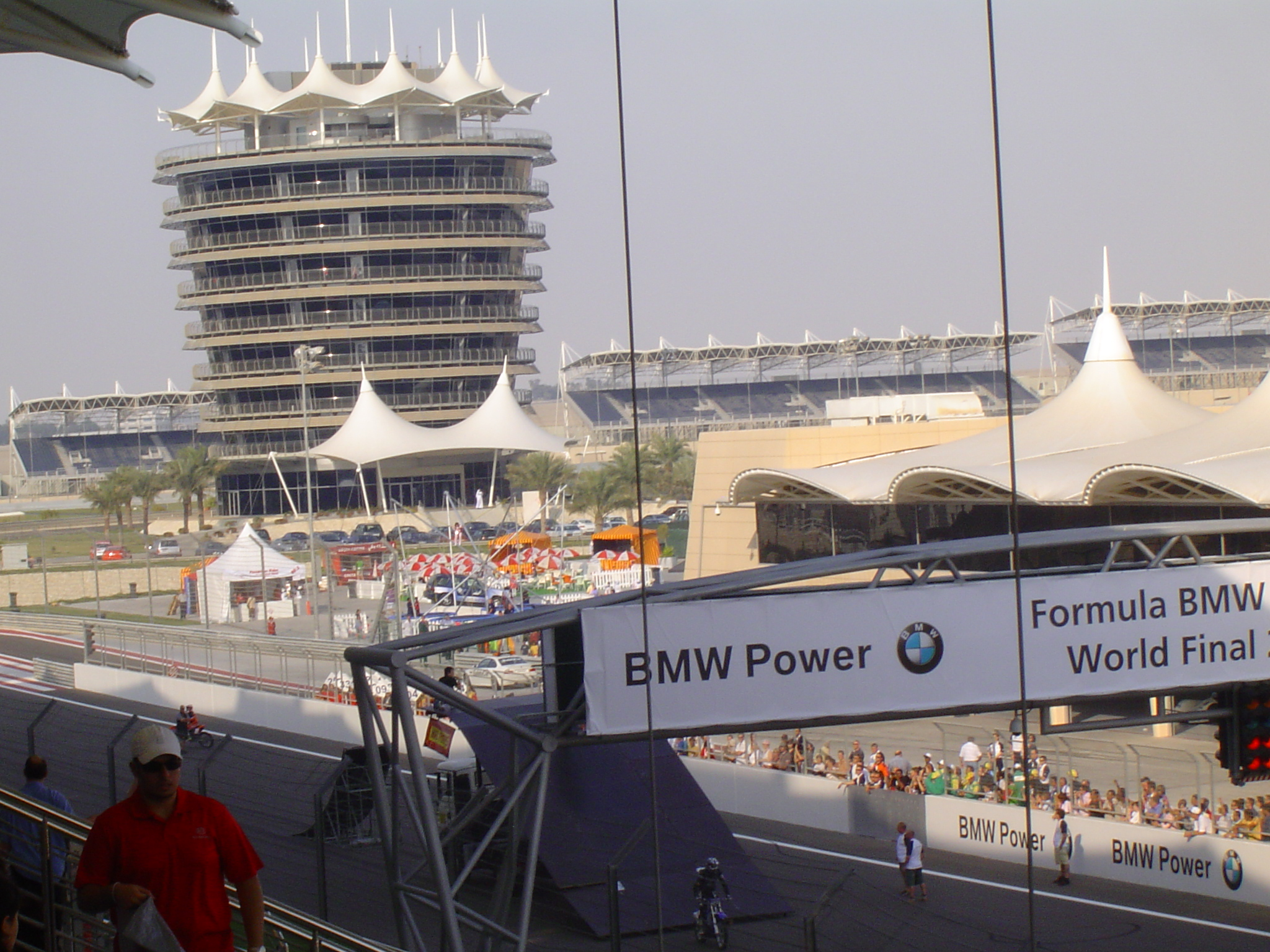
A szahíri pálya

A harmadik versenyt, a bahreini nagydíjat 2005. április 3-án rendezték meg Szahírban. A pályán egy kör 5,420 km, a verseny 57 körös volt.
A Ferrari gyenge teljesítménye miatt a tervezettnél előbb, már itt az F2005-tel lépett pályára, az első két futamon használt átmeneti F2004M helyett. A pole pozíciót Alonso szerezte meg Michael Schumacher és Jarno Trulli előtt.
Minden idők egyik legforróbb (levegő: 42 °C, aszfalt: 56 °C) F1-es futamán ismét Fernando Alonso győzedelmeskedett a Renault 100. versenyén, Trulli és Räikkönen előtt. Schumacher a 12. körben a hidraulikai rendszer meghibásodása miatt kiesett. A német a 2001-es hockenheimi verseny óta nem esett ki technikai probléma miatt. A sérült Montoyát helyettesítő mcLarenes Pedro de la Rosa autózta a leggyorsabb kört (1:31,447).

### San Marinó-i nagydíj

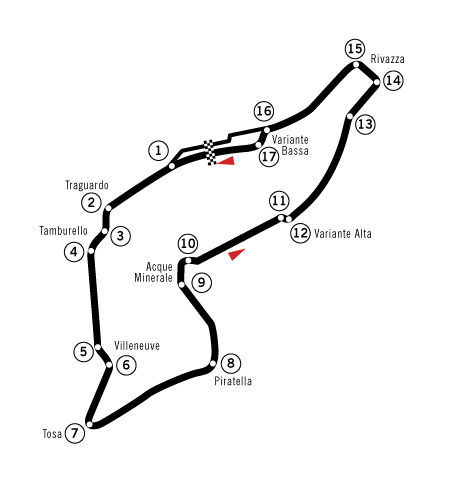
Autodromo Enzo e Dino Ferrari

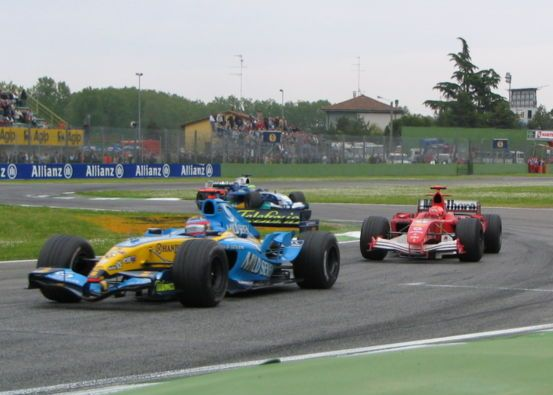
Schumacher és Alonso csatája

A negyedik versenyt, a San Marinó-i nagydíjat 2005. április 24-én rendezték meg Imolában. A pályán egy kör 4,933 km, a verseny 62 körös volt.
Az időmérőn Räikkönen érte el a pole-t Alonso és Button előtt. Michael Schumacher vezetői hiba miatt csak 13. lett.
A versenyen a vezető Räikkönen a 9. körben technikai probléma miatt kiesett, Schumacher a futam végén felzárkózott a vezető Alonsóra, de megelőzni nem tudta, második lett és megfutotta a leggyorsabb kört (1:21,858). Button harmadikként ért célba, de a BAR-Honda csapatot diszkvalifikálták a versenyről és a következő két versenytől is eltiltották, mivel bebizonyosodott, hogy manipulálni tudták az autó súlyát úgy, hogy az a verseny közben könnyebb legyen a minimálisan előírtnál. A harmadik helyért járó 6 pontot így a Montoyát helyettesítő Alexander Wurz kapta. Villeneuve 4., Trulli, 5., Heidfeld 6., Webber 7., Liuzzi 8. lett, Ralf Schumacher huszonöt másodperces időbüntetését követően.

### Spanyol nagydíj

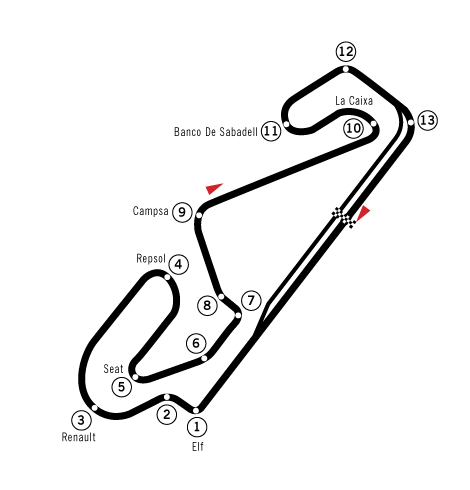
Circuit de Catalunya

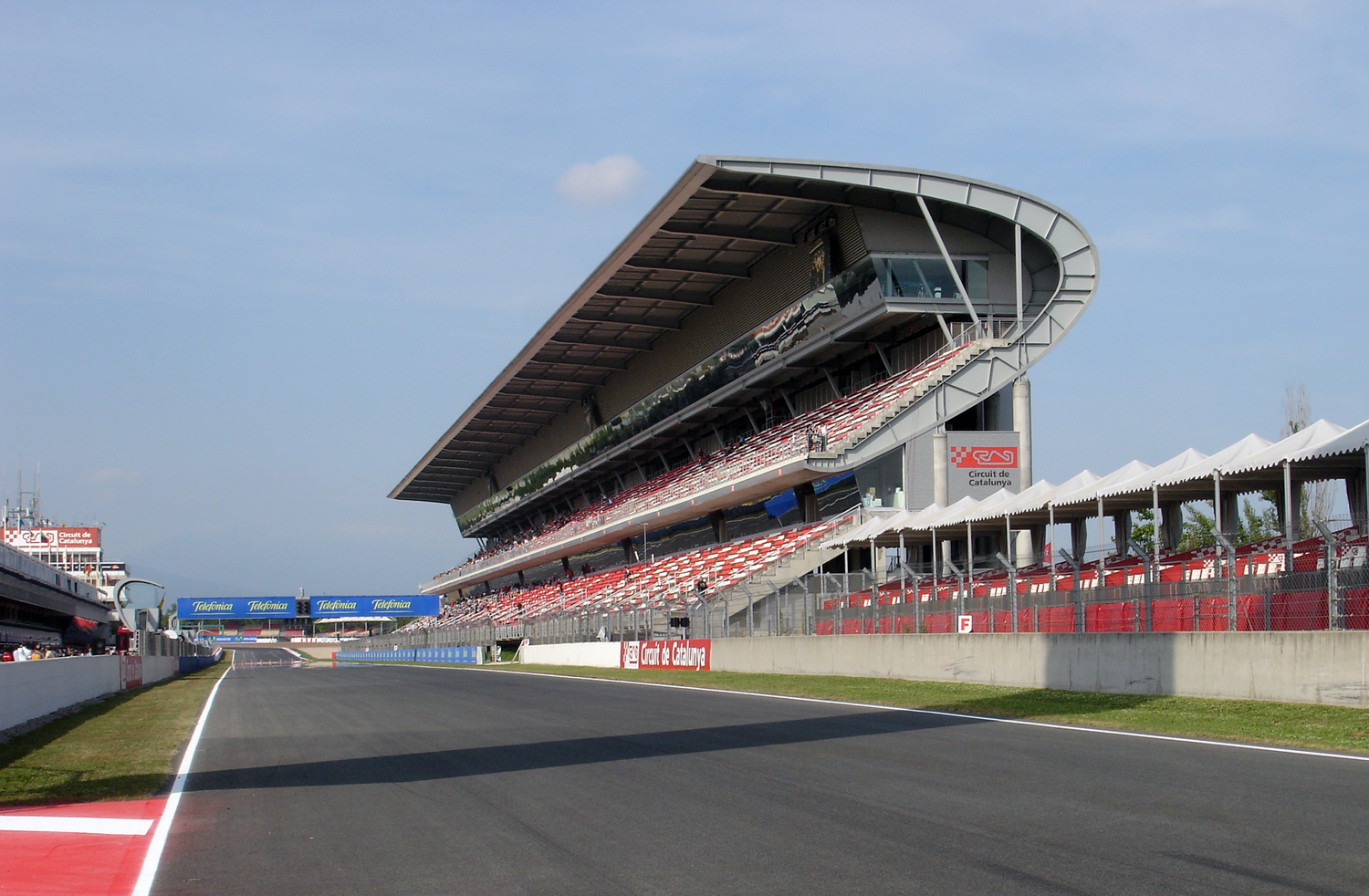
A barcelonai célegyenes

Az ötödik versenyt, a spanyol nagydíjat 2005. május 8-án rendezték meg Barcelonában. A pályán egy kör 4,627 km, a verseny 66 körös volt.
Räikkönen az összesített 2:31,421-es idővel megszerezte az első helyet Webber és a hazai közönség előtt autózó Alonso előtt. A verseny a rajt utáni biztonsági autós szakasszal kezdődött, miután a két Minardinak rajtproblémái voltak. Räikkönen a versenyen dominálva győzött az élről indulva. Fisichelláé lett a leggyorsabb kör (1:15,641). Alonso második, Trulli harmadik, Ralf Schumacher negyedik, Fisichella ötödik, Webber hatodik, Montoya hetedik, Coulthard nyolcadik lett. Michael Schumacher a 46. körben defekt miatt kiesett.

### Monacói nagydíj

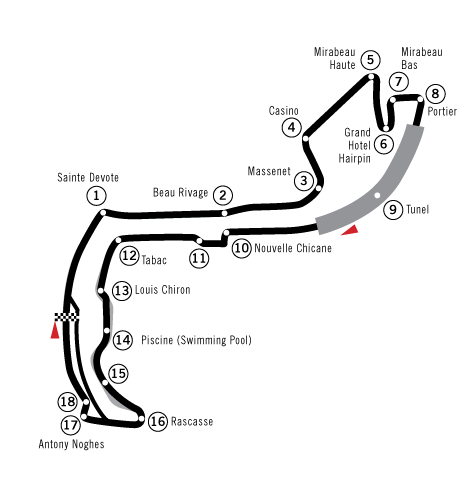
Circuit de Monaco

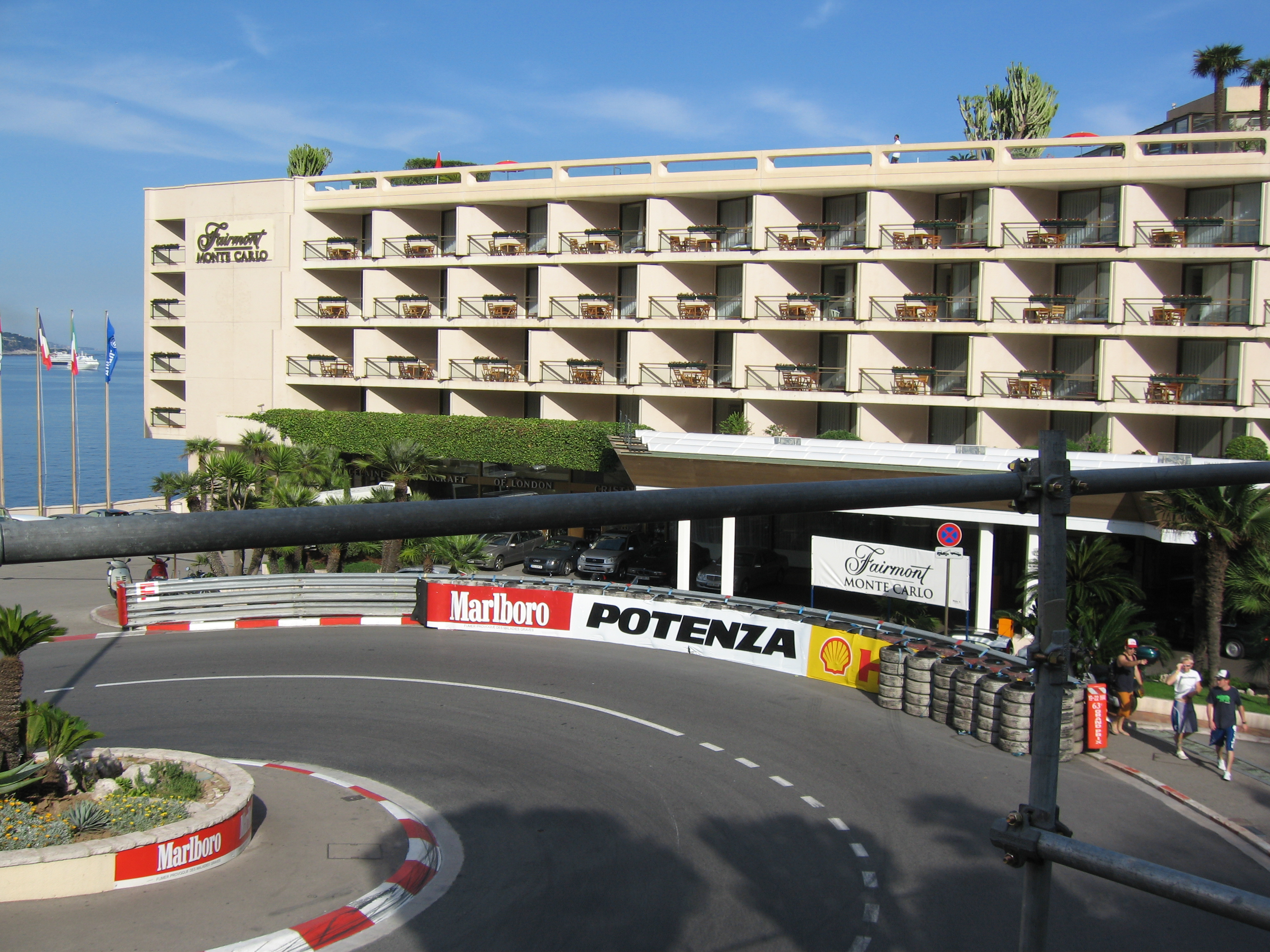
A Grand Hotel kanyar

A hatodik versenyt, a monacói nagydíjat 2005. május 22-én rendezték meg Monacóban. A pályán egy kör 3,34 km, a verseny 77 körös volt.
Räikkönen pályacsúcsot autózva megszerezte a pole-t Alonso előtt. A verseny 24. körében Christijan Albers keresztbe állt a pályán, akinek nekiütközött David Coulthard és Michael Schumacher. A baleset miatt a pályára küldték a biztonsági autót. A két Renault ekkor kiállt tankolni, de számításuk nem vált be, az autók nagy súlya elkoptatta a hátsó gumikat. Fisichella a 12., a győzelemért harcoló Alonso a 4. helyre esett vissza a verseny végére. A két Ferrari a 7. és a 8. helyen végzett.

### Európai nagydíj

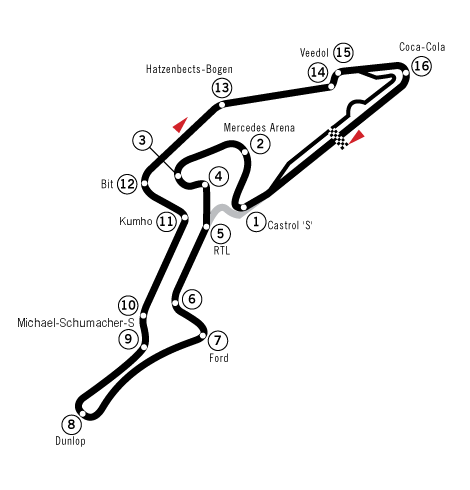
Nürburgring

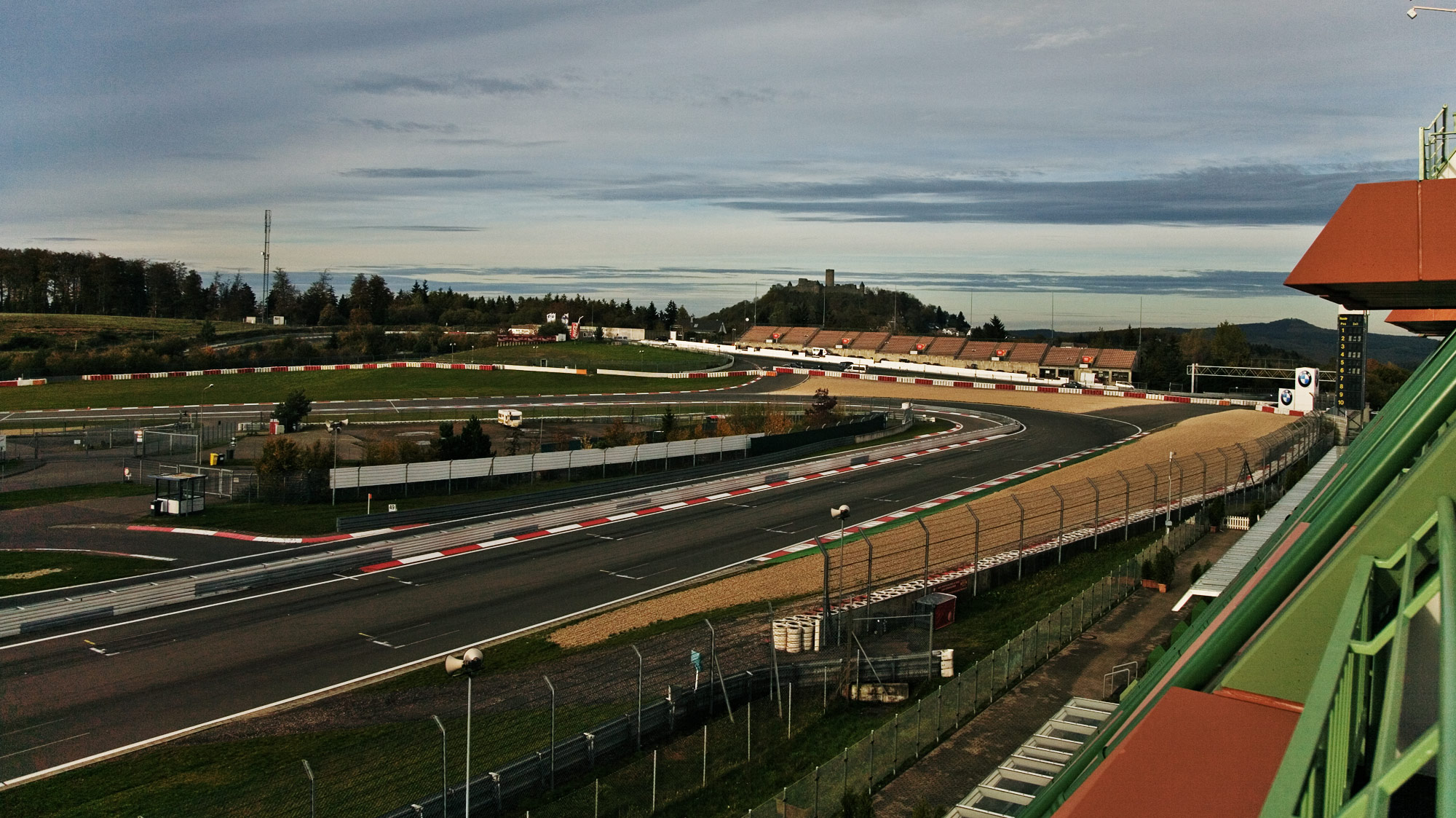
A Nürburgring célegyenese

A hetedik versenyt, az európai nagydíjat 2005. május 29-én rendezték meg a Nürburgringen. A pályán egy kör 5,148 km, a verseny 59 körös volt.
Az időmérőn Nick Heidfeld élete első pole pozícióját szerezte Räikkönen és Webber előtt. A rajtnál a finn megelőzte Heidfeldet, és majdnem a verseny végéig vezetett. Az utolsó körökben Räikkönen jobb első kereke egyre erősebben vibrált, és a második Alonso folyamatosan közeledett hozzá. Az utolsó kör első kanyarjában a McLaren jobb első kerekének felfüggesztése eltört, Räikkönen kiesett. A leggyorsabb kört (1:30,711) autózó Fernando Alonso lett a győztes Heidfeld, Barrichello, Coulthard, Michael Schumacher, Fisichella, Montoya és Trulli előtt. Webber és Ralf Schumacher kiesett a futamon.

### Kanadai nagydíj

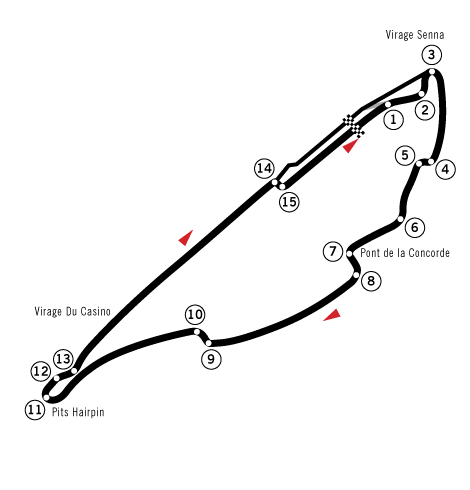
Circuit Gilles Villeneuve

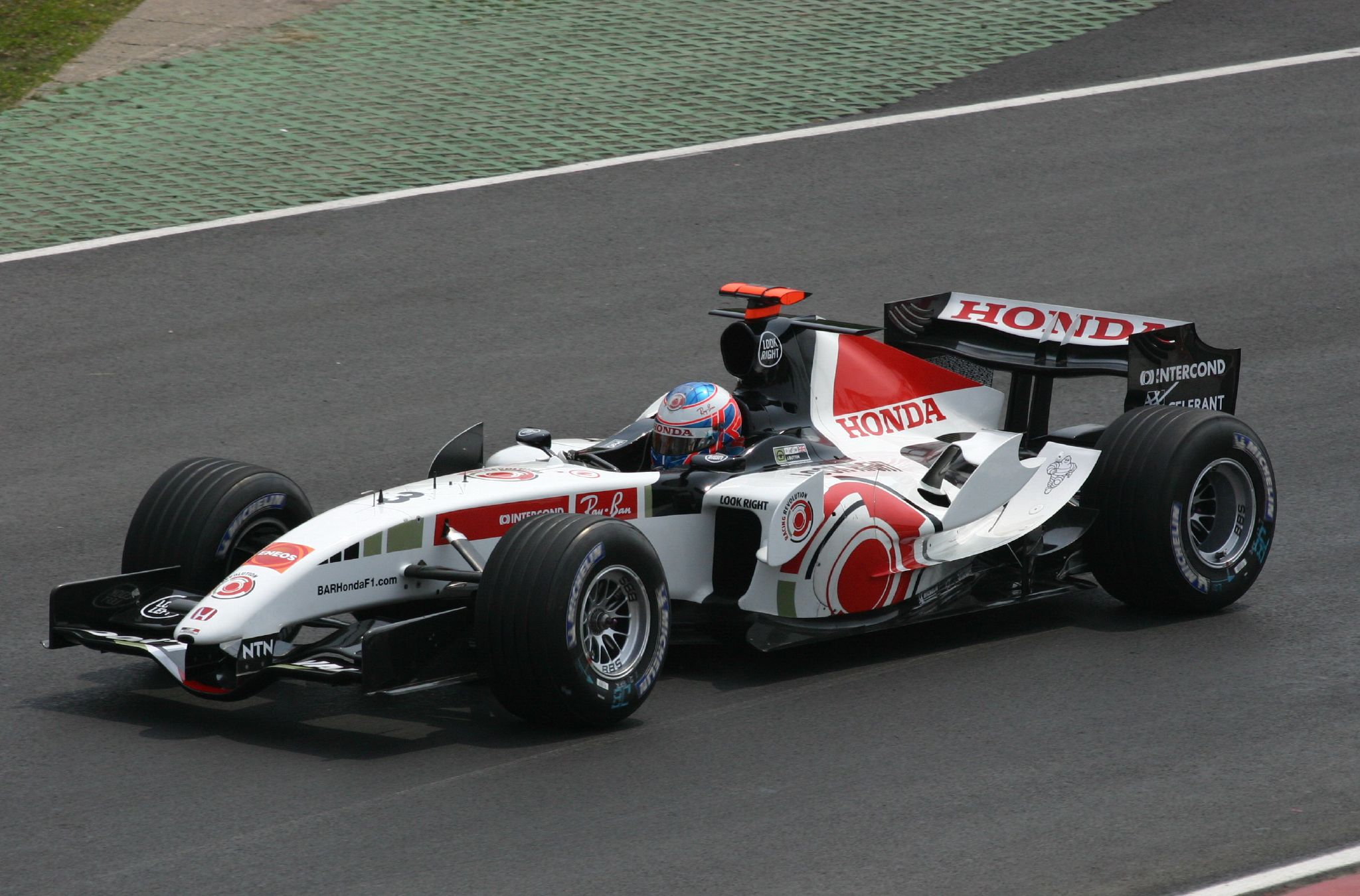
Button a pole-ból indult, de kiesett

A nyolcadik versenyt, a kanadai nagydíjat 2005. június 12-én rendezték meg a Montrealban. A pályán egy kör 4,361 km, a verseny 70 körös volt.
Jenson Button 1:15,217-del győzött az időmérőn Michael Schumacher és Fernando Alonso előtt. A rajtnál Buttont a két Renault, Schumachert a két McLaren előzte meg. Fisichella hidraulikai hiba, Alonso és Button ütközés miatt esett ki. Montoyát a bokszutca piros lámpa alatti elhagyása miatti diszkvalifikálták. Így Räikkönen győzött 1,1 másodperccel Michael Schumacher, Barrichello és Massa előtt. A leggyorsabb kört a finn autózta a 23. körben (1:14,384).

### Amerikai nagydíj

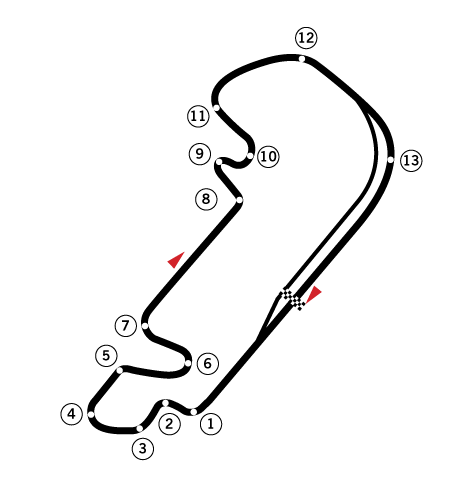
Indianapolis Motor Speedway

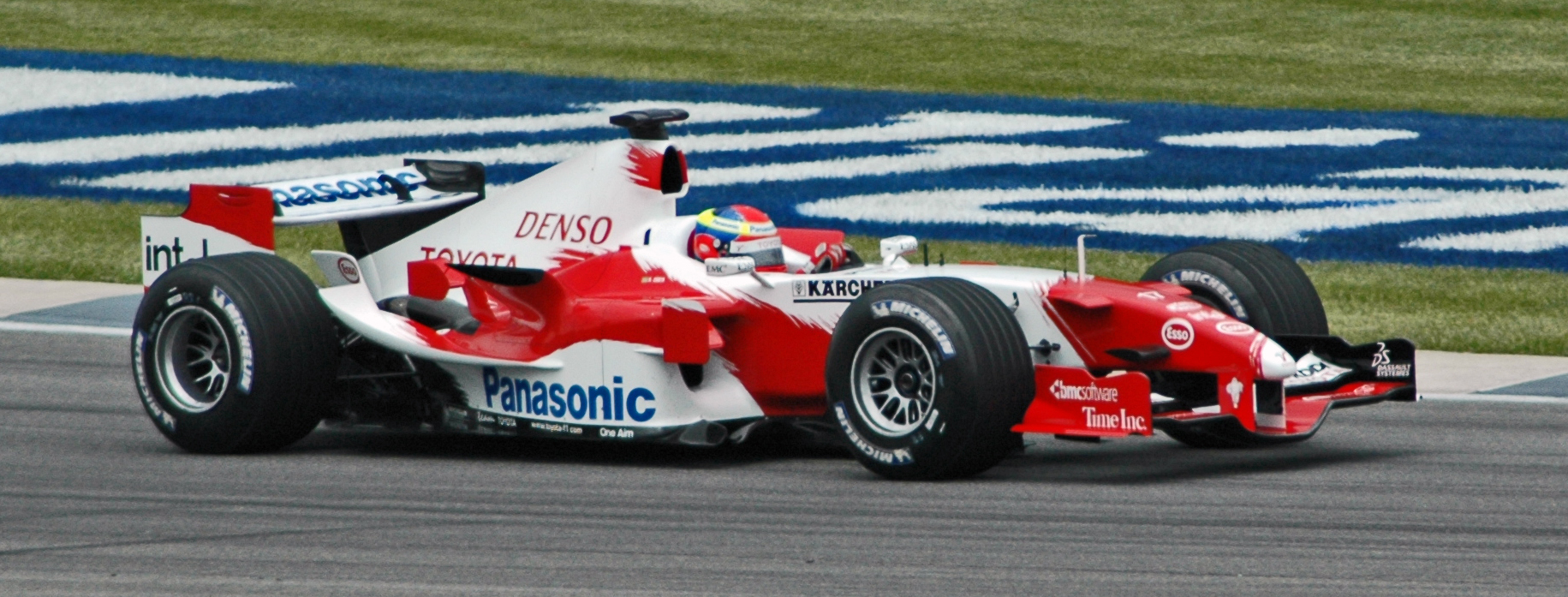
Ricardo Zonta helyettesítette a balesetet szenvedett Ralfot

A kilencedik versenyt, az amerikai nagydíjat 2005. június 19-én rendezték meg a Indianapolisban. A pályán egy kör 4,195 km, a verseny 73 körös volt.
Jarno Trulli szerezte meg a pole-t Räikkönen és Button előtt. Ralf Schumacher – 2004-hez hasonlóan – ismét balesetet szenvedett az ovális részen. A Michelin gumigyár olyan abroncsokat szállított a versenyre, amik nem bírták volna a pálya ovális részén a terhelést, nagy volt a defekt veszélye. Ezért csak a három Bridgestone-os csapat indult el a versenyen: a Ferrari, a Jordan és a Minardi. A többi hét csapat felállt ugyan a rajtrácsra (ezzel teljesítette a Concorde-szerződésben vállalt kötelezettségét), de a felvezető kör végén kivétel nélkül a boxba hajtottak. Ezután eseménytelen verseny zajlott, hat résztvevővel. Schumacher győzött Barrichello, Monteiro, Karthikeyan, Albers és Friesacher előtt.

### Francia nagydíj

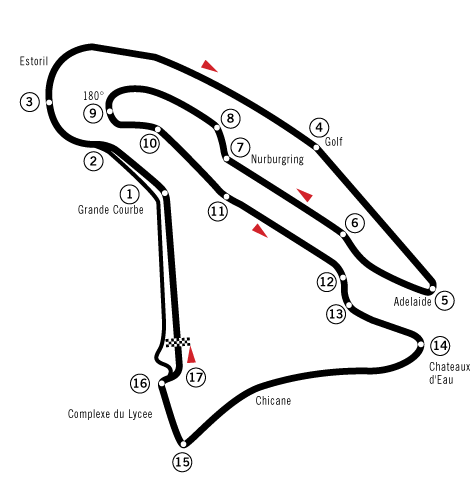
Magny-Cours

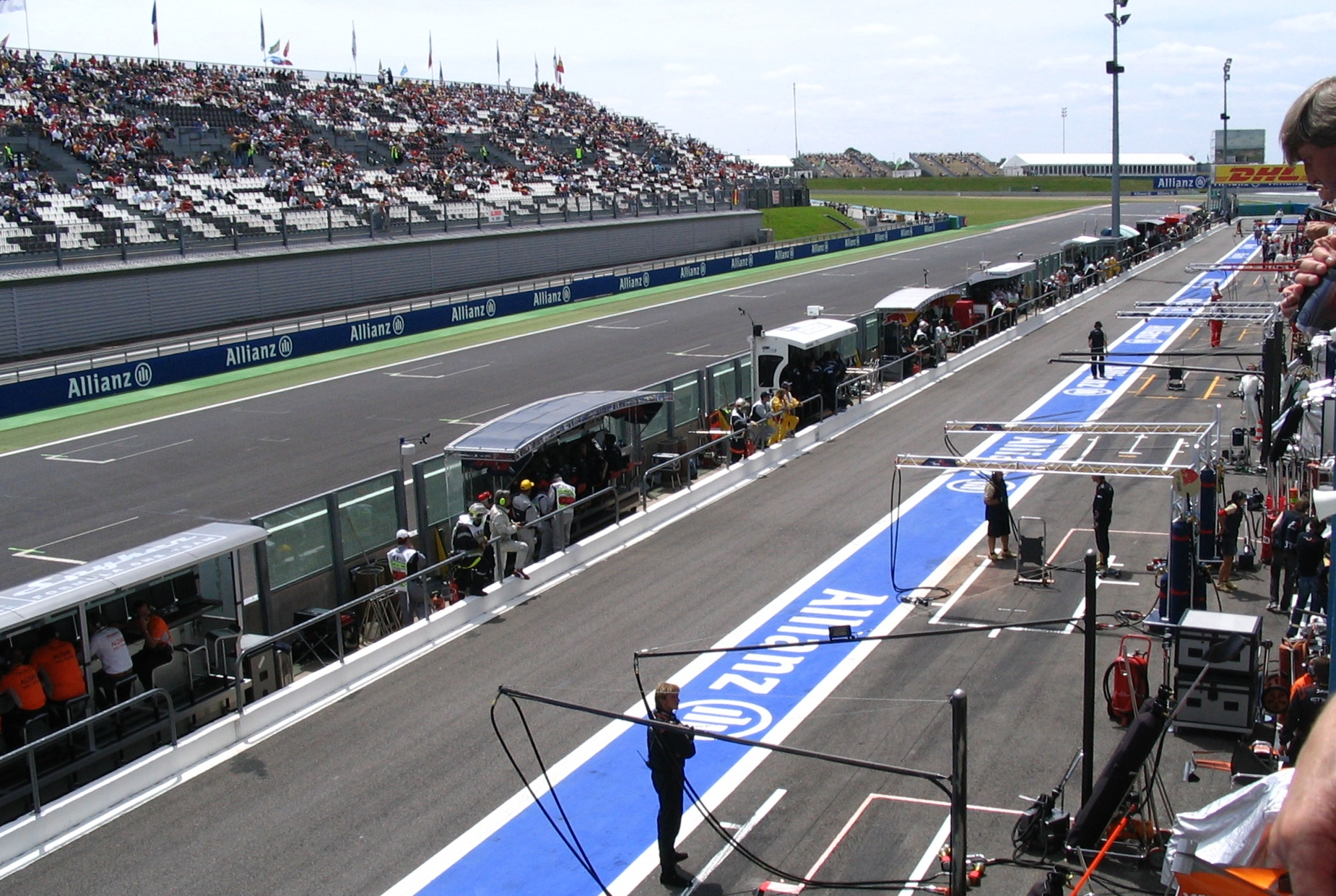
A bokszutca

A tizedik versenyt, a francia nagydíjat 2005. július 3-án rendezték meg a Magny-Cours-ban. A pályán egy kör 4,411 km, a verseny 70 körös volt.
Fernando Alonso szerezte meg a pole pozíciót Jarno Trulli és Kimi Räikkönen előtt. A finn motorcsere miatt azonban 10 helyes rajtbüntetést kapott, így a 13. helyről indulhatott csak. Alonso megnyerte a versenyt, 22 év óta az első Renault győzelmet aratva Franciaországban. Räikkönen autózta a leggyorsabb kört (1:16,423), és a második helyre ért fel. Michael Schumacher harmadik, Button 4., Trulli 5., Fisichella 6., Ralf Schumacher 7., Villeneuve 8. lett.

### Brit nagydíj

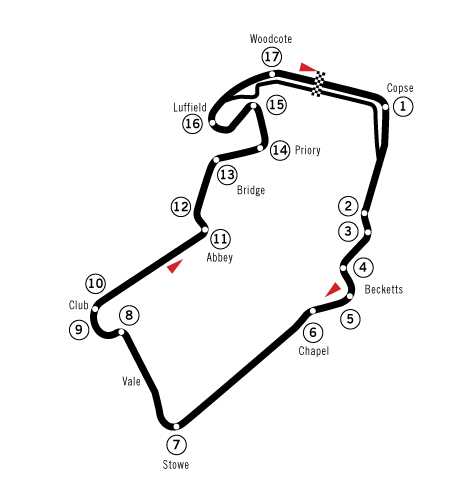
Silverstone

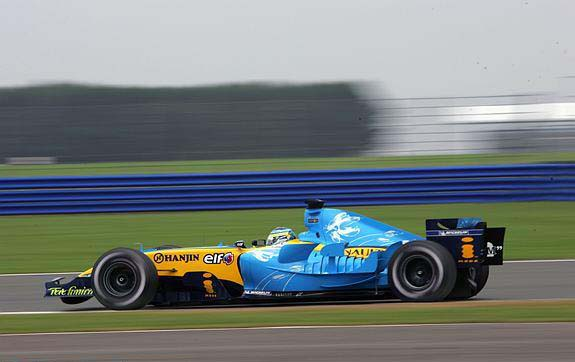
Giancarlo Fisichella a Brit nagydíjon

A tizenegyedik versenyt, a brit nagydíjat 2005. július 10-én rendezték meg a Silverstone-ban. A pályán egy kör 5,141 km, a verseny 60 körös volt.
Az időmérőn Alonso győzött Räikkönen előtt, akit – az előző hétvégéhez hasonlóan – motorcsere miatt ismét 10 hellyel hátrébb soroltak a rajtrácson. A harmadik helyről induló Juan Pablo Montoya a McLaren-Mercedes hazai versenyén nyert, első mcLarenes győzelmét szerezve. Alonso a második, Räikkönen a harmadik lett. A finn 1:20,502-del tudhatta magáénak a leggyorsabb kört. Mögötte Fisichella, Button, Michael Schumacher, Barrichello és Ralf Schumacher szerzett pontot. A verseny egyetlen kiesője Karthikeyan volt.

### Német nagydíj

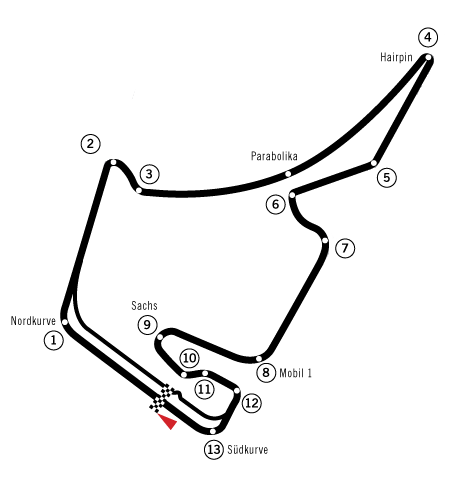
Hockenheimring

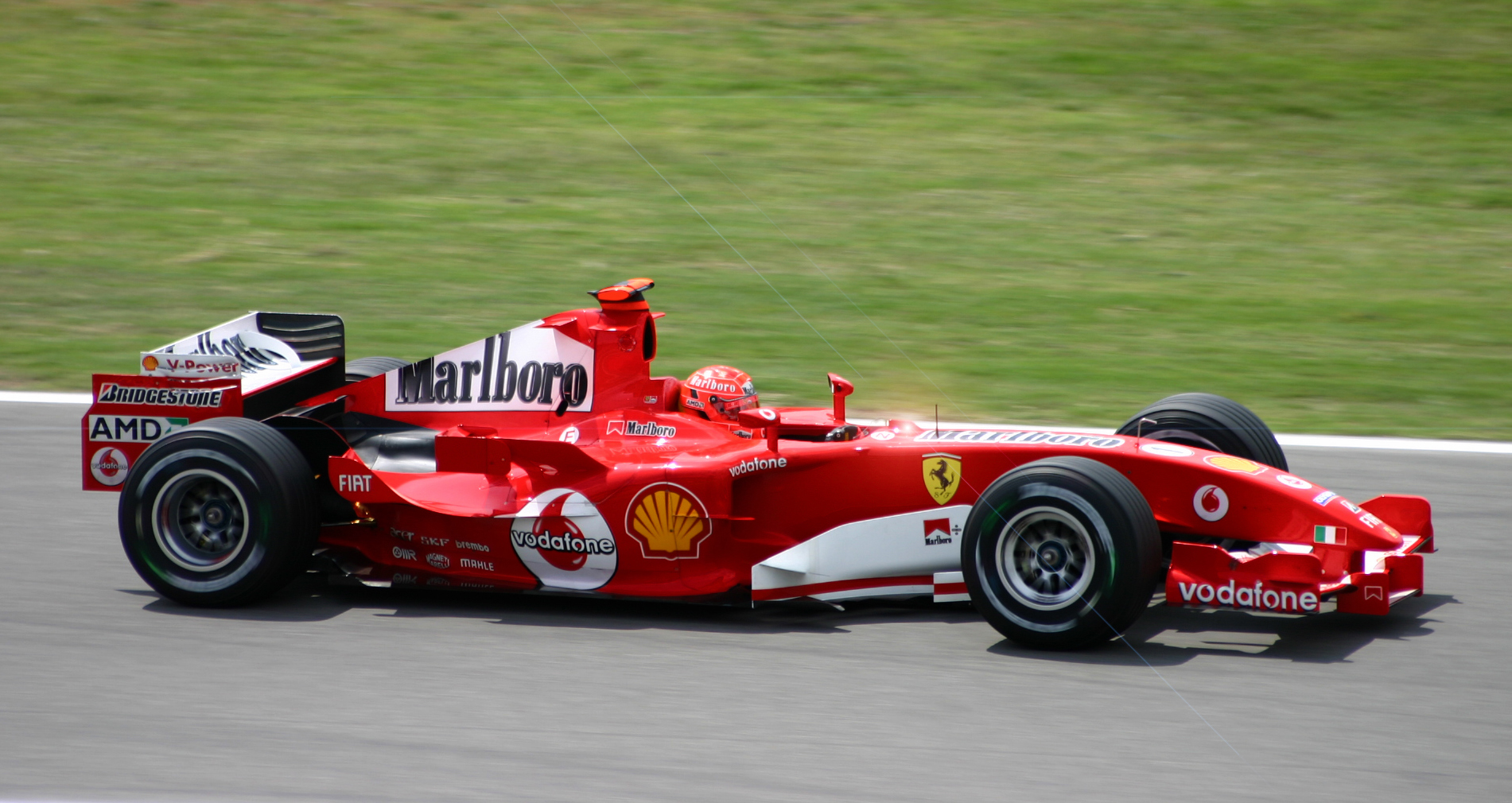
Michael Schumacher a Német nagydíjon

A tizenkettedik versenyt, a német nagydíjat 2005. július 24-én rendezték meg a Hockenheimben. A pályán egy kör 4,574 km, a verseny 67 körös volt.
Az időmérőn Räikkönen győzött Button és Alonso előtt. A finn dominálta a versenyt, amíg a 36. körben a hidraulika hibája miatt ki nem esett. A leggyorsabb kör azonban a finné lett 1:14,873-mal. Alonso győzelmével már 36 pontra növelte előnyét a vb-második Räikkönennel szemben, aki egyetlen kiesője volt a futamnak. Montoya második, Button harmadik, Fisichella negyedik, Michael ötödik, Ralf hatodik, Coulthard hetedik, Massa nyolcadik lett.

### Magyar nagydíj

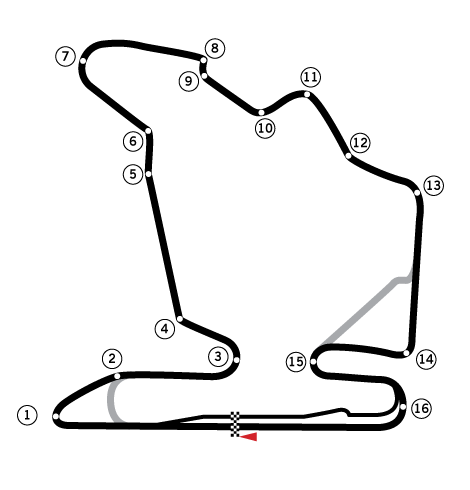
Hungaroring

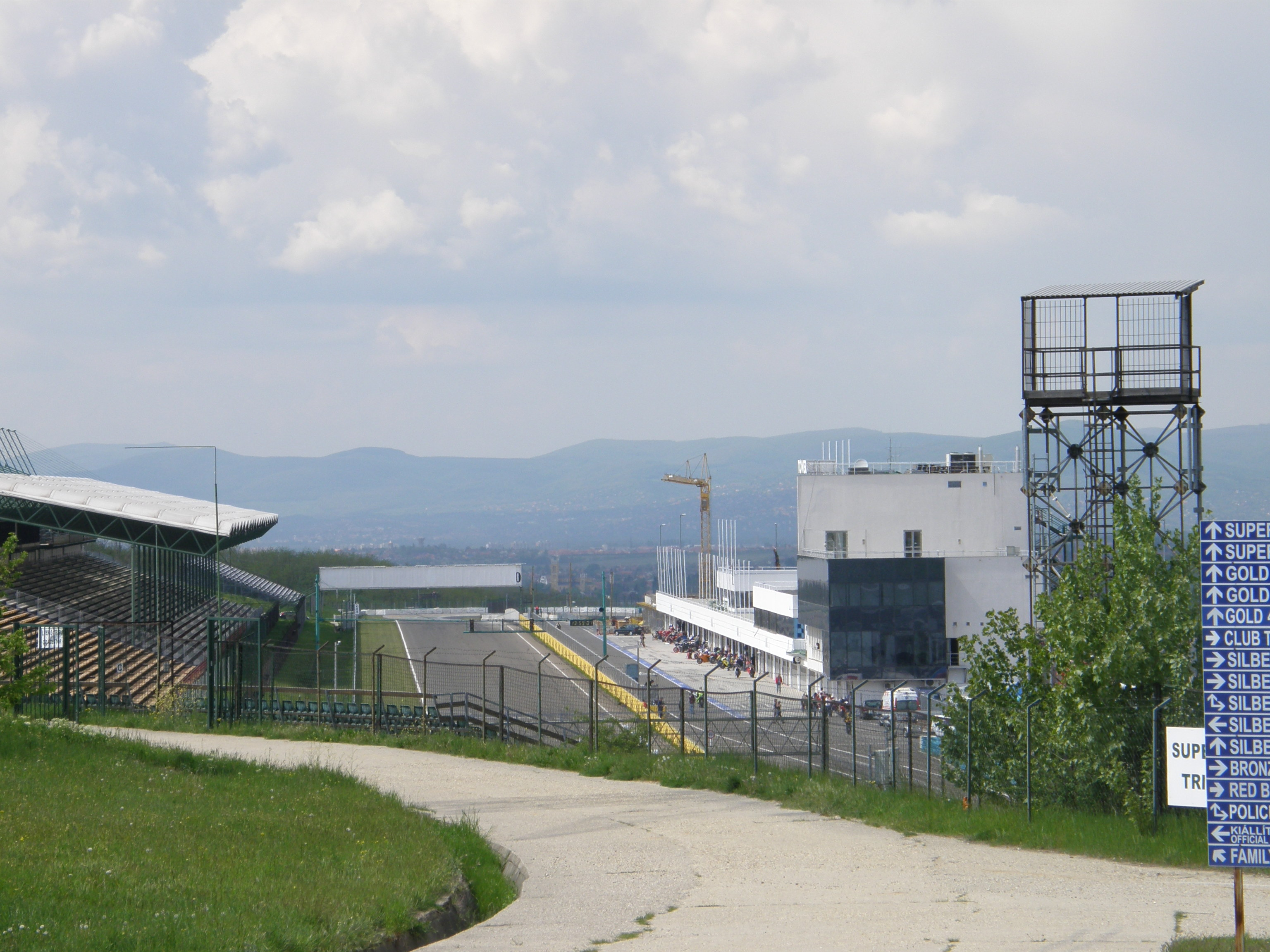
A Hungaroring célegyenese

A tizenharmadik versenyt, a magyar nagydíjat 2005. július 31-én rendezték meg a Hungaroringen. A pályán egy kör 4,381 km, a verseny 70 körös volt.
A pole-t Michael Schumacher szerezte meg Montoya és Trulli előtt. A versenyt a 4. helyről induló Räikkönen nyerte meg, míg Michael és Ralf Schumacher állt fel a dobogó második és harmadik fokára. Alonso az első kanyarban történt rajtbaleset miatt csak a 11. lett. Montreali kiesése és Indianapolis után ez volt a harmadik pont nélkül zárt futama. 1:21,219-del Räikkönen futotta a leggyorsabb kört. Trulli, 4., Button 5., Heidfeld 6., Webber 7., Szató 8. lett, egyetlen 2005-ös pontját szerezve. Az öt kieső: Villeneuve, Montoya, Doornbos, Coulthard és Klien.

### Török nagydíj

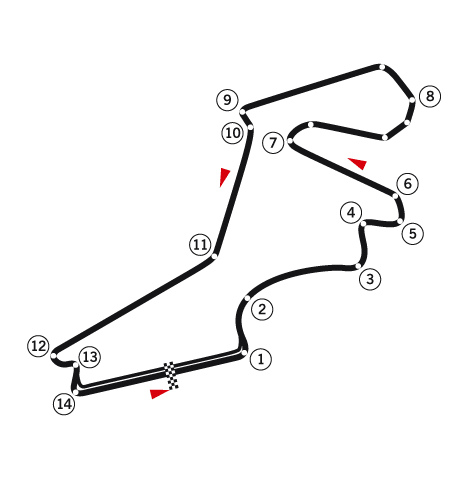
Isztambul Park

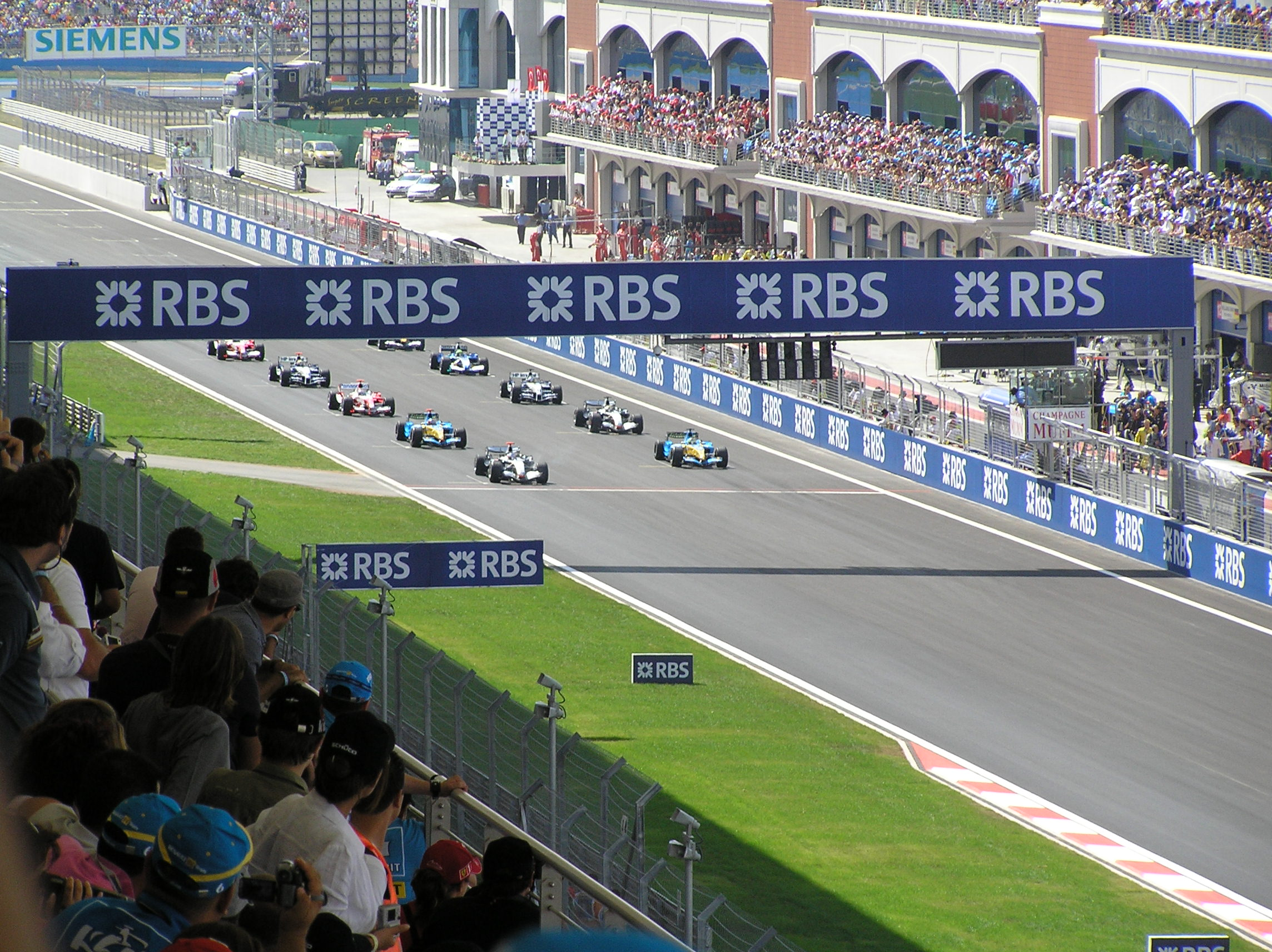
A rajt

A tizennegyedik versenyt, a török nagydíjat 2005. augusztus 21-én rendezték meg a Isztambul ázsiai oldalán. A pályán egy kör 5,338 km, a verseny 57 körös volt.
Kimi Räikkönen érte el a pole-t 1:26,797-del, Fisichella és Alonso előtt. Michael Schumacher az időmérőn a 9-es kanyarban kicsúszott, majd motorcsere miatt 10 helyes rajtbüntetést kapott, ahogy Karthikeyan és Szató is. A finn vasárnap dominálva a versenyt, győzött. A futam utolsó köreiben a második helyezett Juan Pablo Montoya hibázott, és Alonso mögé, a 3. helyre esett vissza, így a McLaren-Mercedesnek nem sikerült a kettős győzelmet megszereznie. A dobogósok mögött Fisichella, Button, Trulli, Coulthard és Klien végzett pontszerzőként.
A leggyorsabb kört Montoya autózta 1:24,770-nel.

### Olasz nagydíj

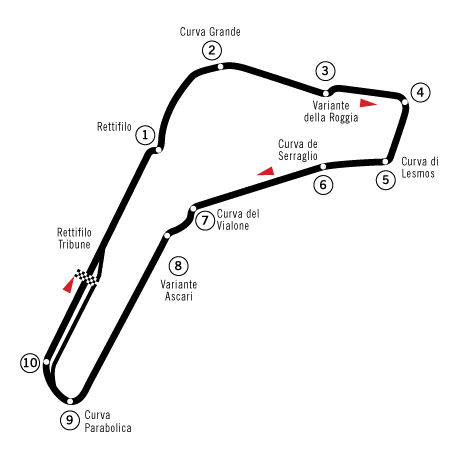
Autodromo Nazionale Monza

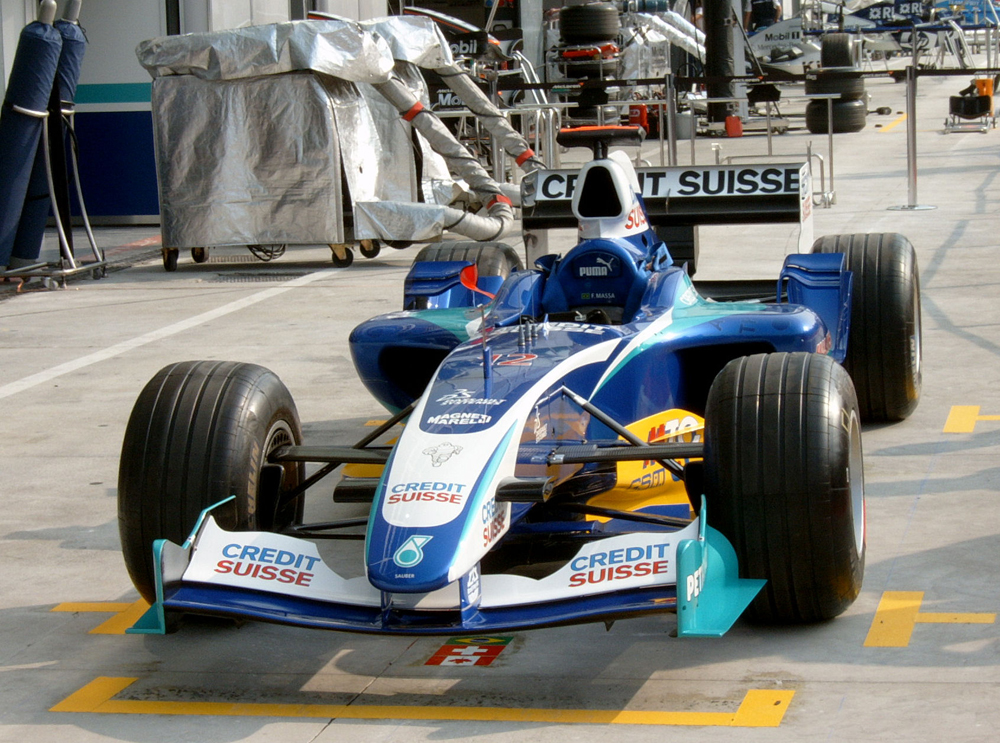
Sauber C24-es

A tizenötödik versenyt, az olasz nagydíjat 2005. szeptember 4-én rendezték meg a Monzában. A pályán egy kör 5,793 km, a verseny 53 körös volt.
A két McLaren-Mercedes végzett az időmérő edzés élén Räikkönen, Montoya sorrendben, de a finn motorcsere miatt 10 helyes rajtbüntetést kapott. Räikkönen így a 11., Juan Pablo Montoya az 1., Alonso a 2. helyről indult.
Montoya gumiproblémái ellenére is győzni tudott Fernando Alonso és Giancarlo Fisichella előtt. A kolumbiai csapattársa, az egykiállásos taktikán lévő Räikkönen is gumiproblémákkal küszködött, ezért egy második kiállást is le kellett tudnia, így csak 4. lett és értékes pontokat veszített az éllovas Alonsóval szemben. A finnt Jarno Trulli, Ralf Schumacher, Antônio Pizzonia és Jenson Button követte a pontszerzők között. 1:21,504-del a finn autózta a leggyorsabb versenyben futott kört. A futam érdekessége, hogy mind a húsz versenyző célba ért.

### Belga nagydíj

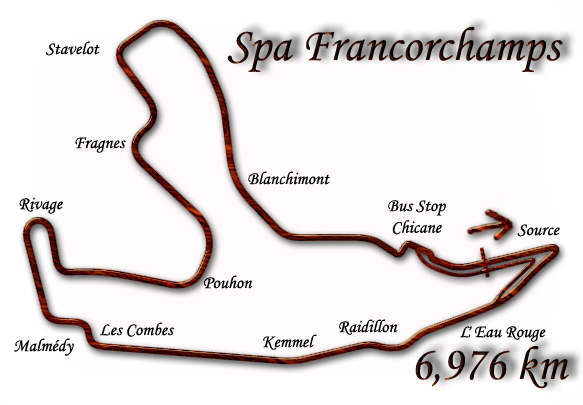
Circuit de Spa-Francorchamps

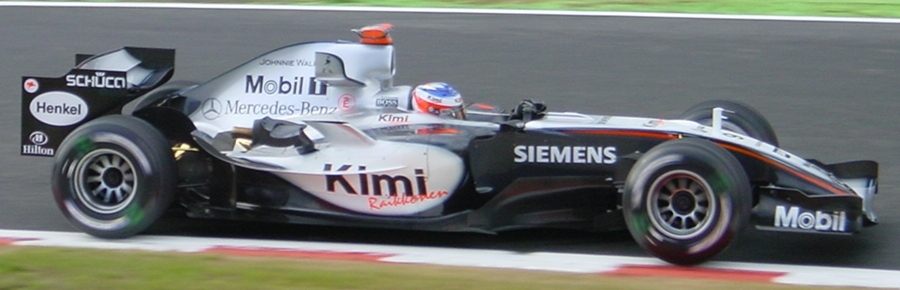
Räikkönen megnyerte a versenyt

A tizenhatodik versenyt, a belga nagydíjat 2005. szeptember 11-én rendezték meg a Spában. A pályán egy kör 6,976 km, a verseny 44 körös volt.
Montoya szerezte meg a pole-t Räikkönen előtt, Fisichella motorcsere miatti 10 helyes rajtbüntetését követően a 13. helyről indult. A futam nedves aszfalton indult, amely később felszáradt. Räikkönen felzárkózott Montoyára, majd a kolumbiai második boxkiállása után 7 másodperccel elé ért vissza. A két McLaren magabiztosan haladt az élen, amikor Montoya négy körrel a leintés előtt Pizzoniát körözte le, és összeütköztek. A második helyre így Alonso, a harmadikra Jenson Button jött fel. Fisichella nagy balesetet szenvedett az Eau Rouge kanyarban, ami miatt a biztonsági autónak be kellett jönnie. Michael Schumacher és Szató Takuma a 13. körben összeütközött, emiatt mindketten kiestek. A leggyorsabb kört Ralf Schumacher autózta 1:51,453-mal.

### Brazil nagydíj

Autódromo José Carlos Pace

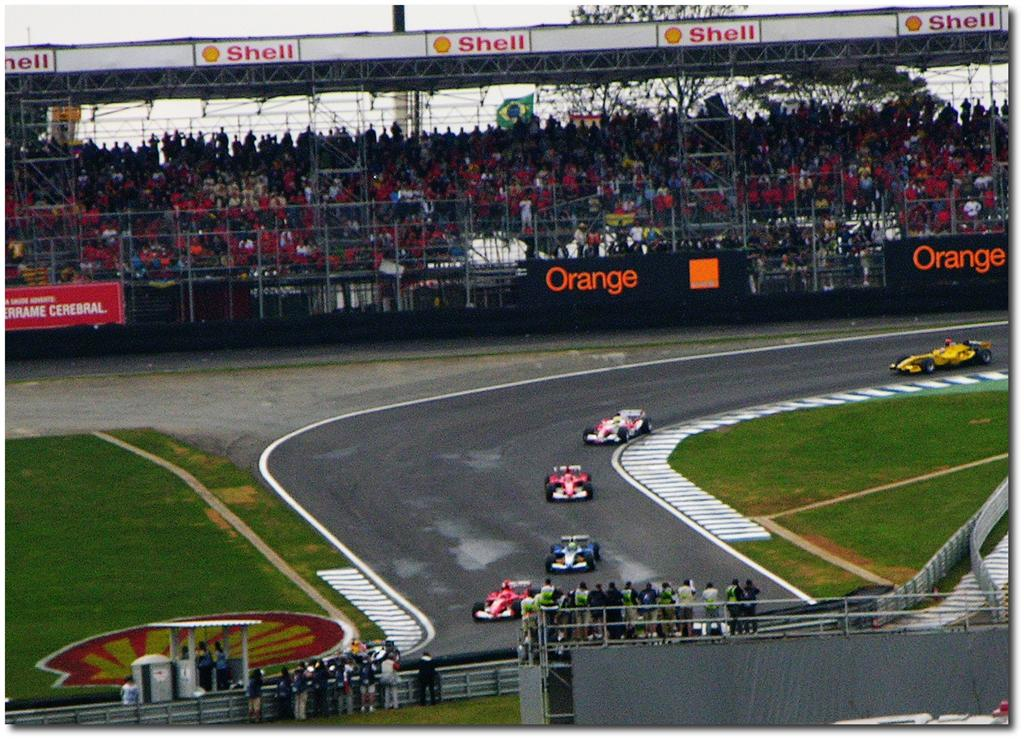
Az első kanyar

A tizenhetedik versenyt, a brazil nagydíjat 2005. szeptember 25-én rendezték meg a São Paulóban. A pályán egy kör 4,309 km, a verseny 71 körös volt.
Alonso érte el a pole pozíciót Montoya és Fisichella előtt. A rajt után baleset történt a két Williams-BMW (Mark Webber, Antonio Pizzonia) és David Coulthard között. Emiatt bejött a pályára a biztonsági autó is. Ezután hármuk közül csak Webber tudta folytatni a versenyt. A versenyen a McLaren kettőse végzett az élen Montoya, Räikkönen sorrendben, ez volt a csapat első kettős győzelme a 2000-es osztrák nagydíj óta. Fernando Alonso harmadik helyével is be tudta biztosítani vb-címét, két futammal a szezon vége előtt. A dobogósok mögött pontot szerzett Michael Schumacher, Fisichella, Barrichello, Button és Ralf Schumacher. Räikkönen 1:12,268-del futotta meg a leggyorsabb kört a versenyen.
A McLaren átvette a konstruktőri pontversenyben a vezetést, 2 pont előnnyel.
Alonso 24 évesen a legfiatalabb Formula–1-es világbajnok lett, egyben az első spanyol, aki elhódította a címet.

### Japán nagydíj

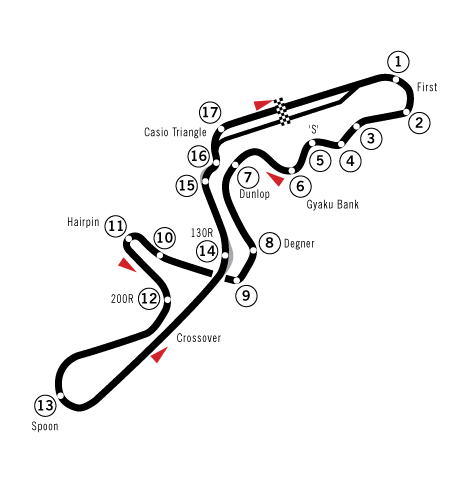
Suzuka Circuit

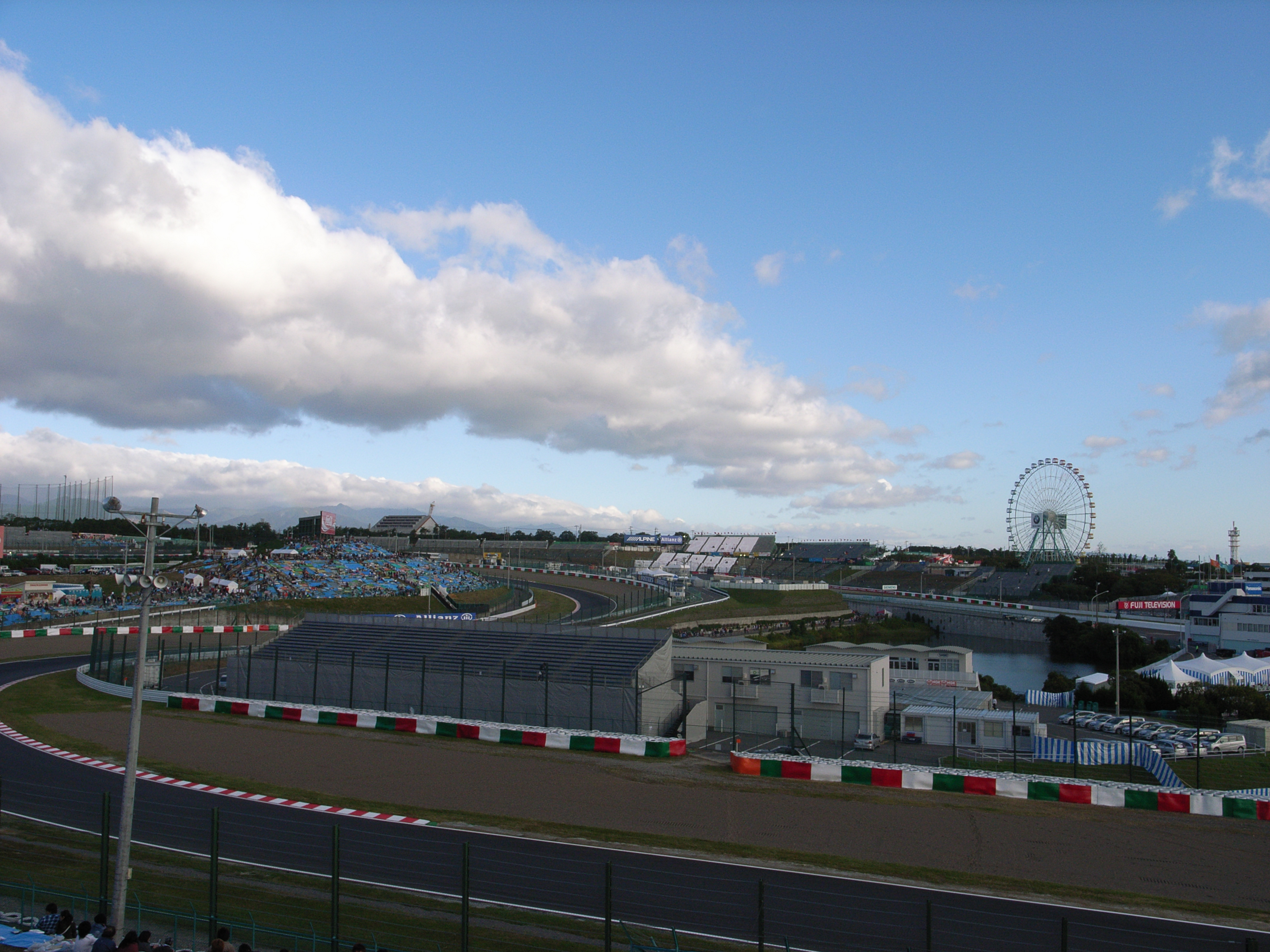
A szuzukai pálya

A tizennyolcadik versenyt, a japán nagydíjat 2005. október 9-én rendezték meg a Szuzukában. A pályán egy kör 5,807 km, a verseny 53 körös volt.
Az esős időmérőn Ralf Schumacher győzött Button és Fisichella előtt. Alonso 16., Räikkönen 17., Montoya 18. lett. A rajtnál mindhárman sok pozíciót nyertek, de Montoyát Jacques Villeneuve kiszorította a pályáról, és a kolumbiai a falnak ütközött. Emiatt bejött a biztonsági autó is. Räikkönen a futam végére a vezető Fisichella ért fel boxkiállása után. Csökkentette a kettejük közötti különbséget, majd az utolsó kör első kanyarjában külső ívről megelőzte az olaszt és győzött. Alonso 3., Webber 4., Button 5., Coulthard 6., Michael Schumacher 7., Ralf Schumacher 8. lett. Szató Takumát vétkesnek találták a Jarno Trullival történt ütközésében, melynek eredményeként az olasz a verseny feladására kényszerült, ezért Szatót a futam után kizárták.
A Renault visszavette a konstruktőri pontversenyben a vezetést 2 pont előnnyel.

### Kínai nagydíj

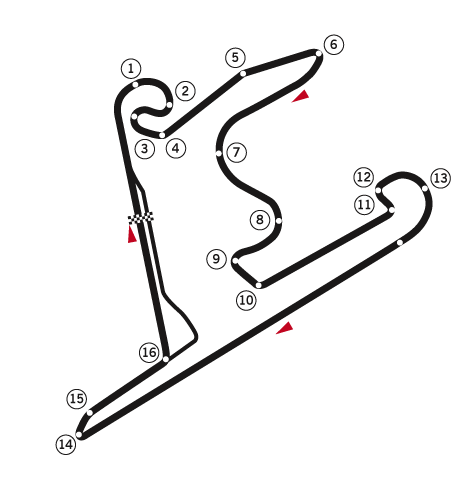
Shanghai International Circuit

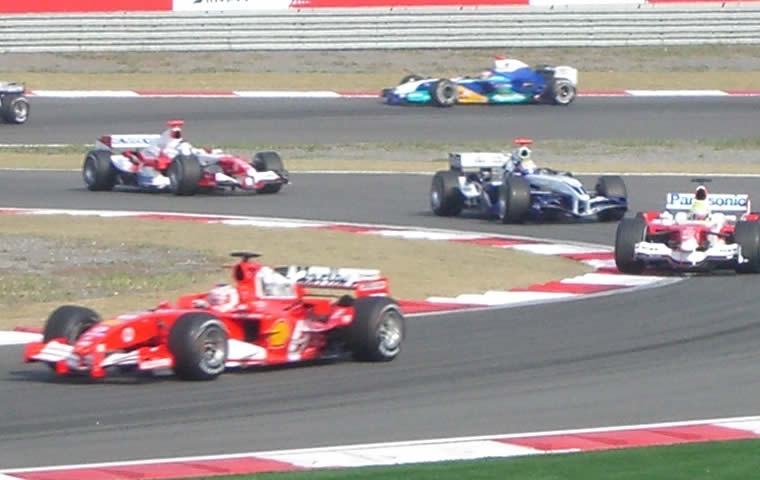
Barrichello, Trulli, Webber, Ralf Schumacher és Massa

Az utolsó, tizenkilencedik versenyt, a kínai nagydíjat 2005. október 16-án rendezték meg a Sanghajban. A pályán egy kör 5,451 km, a verseny 56 körös volt.
A pole pozíciót Alonso szerezte meg Fisichella és Räikkönen előtt. Fernando Alonso sikeres szezonját győzelemmel tudta befejezni, a Renault pedig megszerezte a konstruktőri világbajnok címet. Christijan Albers és Michael Schumacher összeütközött a felvezető körben, ezért a rajtnál a boxutcából kellett rajtolniuk tartalék autóval. A német a 23. körben a biztonsági autós szakasz alatt elvesztette uralmát autója felett az egyik fékzónában, megpördült, majd a kavicságyba ragadt. Giancarlo Fisichella áthajtásos büntetést kapott, mivel feltartotta Räikkönent a második boxkiállás előtt, a boxba vezető útszakaszon. A leggyorsabb kört autózó (1:33,242) Räikkönen második lett Ralf Schumacher, Fisichella, Klien, Massa, Webber és Button előtt. Juan Pablo Montoyának már a verseny közepén fel kellett adnia a küzdelmet, mivel az egyik kerékvető burkolatának egy darabja súlyosan megrongálta versenyautóját.

## Végeredmény

### Nagydíjak
| #   | Nagydíj              | Pole Pozíció         | Leggyorsabb kör      | Győztes pilóta       | Győztes konstruktőr | Összefoglaló |
| --- | -------------------- | -------------------- | -------------------- | -------------------- | ------------------- | ------------ |
| 732 | ausztrál nagydíj     | Giancarlo Fisichella | Fernando Alonso      | Giancarlo Fisichella | Renault             | Összefoglaló |
| 733 | maláj nagydíj        | Fernando Alonso      | Kimi Räikkönen       | Fernando Alonso      | Renault             | Összefoglaló |
| 734 | bahreini nagydíj     | Fernando Alonso      | Pedro de la Rosa     | Fernando Alonso      | Renault             | Összefoglaló |
| 735 | San Marinó-i nagydíj | Kimi Räikkönen       | Michael Schumacher   | Fernando Alonso      | Renault             | Összefoglaló |
| 736 | spanyol nagydíj      | Kimi Räikkönen       | Giancarlo Fisichella | Kimi Räikkönen       | McLaren             | Összefoglaló |
| 737 | monacói nagydíj      | Kimi Räikkönen       | Michael Schumacher   | Kimi Räikkönen       | McLaren             | Összefoglaló |
| 738 | európai nagydíj      | Nick Heidfeld        | Fernando Alonso      | Fernando Alonso      | Renault             | Összefoglaló |
| 739 | kanadai nagydíj      | Jenson Button        | Kimi Räikkönen       | Kimi Räikkönen       | McLaren             | Összefoglaló |
| 740 | amerikai nagydíj     | Jarno Trulli         | Michael Schumacher   | Michael Schumacher   | Ferrari             | Összefoglaló |
| 741 | francia nagydíj      | Fernando Alonso      | Kimi Räikkönen       | Fernando Alonso      | Renault             | Összefoglaló |
| 742 | brit nagydíj         | Fernando Alonso      | Kimi Räikkönen       | Juan Pablo Montoya   | McLaren             | Összefoglaló |
| 743 | német nagydíj        | Kimi Räikkönen       | Kimi Räikkönen       | Fernando Alonso      | Renault             | Összefoglaló |
| 744 | magyar nagydíj       | Michael Schumacher   | Kimi Räikkönen       | Kimi Räikkönen       | McLaren             | Összefoglaló |
| 745 | török nagydíj        | Kimi Räikkönen       | Juan Pablo Montoya   | Kimi Räikkönen       | McLaren             | Összefoglaló |
| 746 | olasz nagydíj        | Juan Pablo Montoya   | Kimi Räikkönen       | Juan Pablo Montoya   | McLaren             | Összefoglaló |
| 747 | belga nagydíj        | Juan Pablo Montoya   | Ralf Schumacher      | Kimi Räikkönen       | McLaren             | Összefoglaló |
| 748 | brazil nagydíj       | Fernando Alonso      | Kimi Räikkönen       | Juan Pablo Montoya   | McLaren             | Összefoglaló |
| 749 | japán nagydíj        | Ralf Schumacher      | Kimi Räikkönen       | Kimi Räikkönen       | McLaren             | Összefoglaló |
| 750 | kínai nagydíj        | Fernando Alonso      | Kimi Räikkönen       | Fernando Alonso      | Renault             | Összefoglaló |

### Versenyzők
Pontozás:
| Helyezés | 1. | 2. | 3. | 4. | 5. | 6. | 7. | 8. | 9.- |
| -------- | -- | -- | -- | -- | -- | -- | -- | -- | --- |
| Pontok   | 10 | 8  | 6  | 5  | 4  | 3  | 2  | 1  | 0   |

(Félkövér: pole pozíció, dőlt: leggyorsabb kör, a színkódokról részletes információ itt található)
| #  | Versenyző            | AUS | MAL | BHR | SMR | ESP | MON | EUR | CAN | USA | FRA | GBR | GER | HUN | TUR | ITA | BEL | BRA | JPN | CHN | Pontszám |
| -- | -------------------- | --- | --- | --- | --- | --- | --- | --- | --- | --- | --- | --- | --- | --- | --- | --- | --- | --- | --- | --- | -------- |
| 1  | Fernando Alonso      | 3   | 1   | 1   | 1   | 2   | 4   | 1   | ki  | ni  | 1   | 2   | 1   | 11  | 2   | 2   | 2   | 3   | 3   | 1   | 133      |
| 2  | Kimi Räikkönen       | 8   | 9   | 3   | ki  | 1   | 1   | 11  | 1   | ni  | 2   | 3   | ki  | 1   | 1   | 4   | 1   | 2   | 1   | 2   | 112      |
| 3  | Michael Schumacher   | ki  | 7   | ki  | 2   | ki  | 7   | 5   | 2   | 1   | 3   | 6   | 5   | 2   | ki  | 10  | ki  | 4   | 7   | ki  | 62       |
| 4  | Juan Pablo Montoya   | 6   | 4   |     |     | 7   | 5   | 7   | kiz | ni  | ki  | 1   | 2   | ki  | 3   | 1   | 14† | 1   | ki  | ki  | 60       |
| 5  | Giancarlo Fisichella | 1   | ki  | ki  | ki  | 5   | 12  | 6   | ki  | ni  | 6   | 4   | 4   | 9   | 4   | 3   | ki  | 5   | 2   | 4   | 58       |
| 6  | Ralf Schumacher      | 12  | 5   | 4   | 9   | 4   | 6   | ki  | 6   | vi  | 7   | 8   | 6   | 3   | 12  | 6   | 7   | 8   | 8   | 3   | 45       |
| 7  | Jarno Trulli         | 9   | 2   | 2   | 5   | 3   | 10  | 8   | ki  | ni  | 5   | 9   | 14  | 4   | 6   | 5   | ki  | 13  | ki  | 15  | 43       |
| 8  | Rubens Barrichello   | 2   | ki  | 9   | ki  | 9   | 8   | 3   | 3   | 2   | 9   | 7   | 10  | 10  | 10  | 12  | 5   | 6   | 11  | 12  | 38       |
| 9  | Jenson Button        | 11  | ki  | ki  | kiz | EX  | EX  | 10  | ki  | ni  | 4   | 5   | 3   | 5   | 5   | 8   | 3   | 7   | 5   | 8   | 37       |
| 10 | Mark Webber          | 5   | ki  | 6   | 7   | 6   | 3   | ki  | 5   | ni  | 12  | 11  | hn  | 7   | ki  | 14  | 4   | hn  | 4   | 7   | 36       |
| 11 | Nick Heidfeld        | ki  | 3   | ki  | 6   | 10  | 2   | 2   | ki  | ni  | 14  | 12  | 11  | 6   | ki  | vi  |     |     |     |     | 28       |
| 12 | David Coulthard      | 4   | 6   | 8   | 11  | 8   | ki  | 4   | 7   | ni  | 10  | 13  | 7   | ki  | 7   | 15  | ki  | ki  | 6   | 9   | 24       |
| 13 | Felipe Massa         | 10  | 10  | 7   | 10  | 11  | 9   | 14  | 4   | ni  | ki  | 10  | 8   | 14  | ki  | 9   | 10  | 11  | 10  | 6   | 11       |
| 14 | Jacques Villeneuve   | 13  | ki  | 11  | 4   | ki  | 11  | 13  | 9   | ni  | 8   | 14  | 15  | ki  | 11  | 11  | 6   | 12  | 12  | 10  | 9        |
| 15 | Christian Klien      | 7   | 8   | ni  |     |     |     |     | 8   | ni  | ki  | 15  | 9   | ki  | 8   | 13  | 9   | 9   | 9   | 5   | 9        |
| 16 | Tiago Monteiro       | 16  | 12  | 10  | 13  | 12  | 13  | 15  | 10  | 3   | 13  | 17  | 17  | 13  | 15  | 17  | 8   | ki  | 13  | 11  | 7        |
| 17 | Alexander Wurz       |     |     |     | 3   |     |     |     |     |     |     |     |     |     |     |     |     |     |     |     | 6        |
| 18 | Narain Karthikeyan   | 15  | 11  | ki  | 12  | 13  | ki  | 16  | ki  | 4   | 15  | ki  | 16  | 12  | 14  | 20  | 11  | 15  | 15  | ki  | 5        |
| 19 | Christijan Albers    | ki  | 13  | 13  | ki  | ki  | 14  | 17  | 11  | 5   | ki  | 18  | 13  | hn  | ki  | 19  | 12  | 14  | 16  | 16  | 4        |
| 20 | Pedro de la Rosa     |     |     | 5   |     |     |     |     |     |     |     |     |     |     |     |     |     |     |     |     | 4        |
| 21 | Patrick Friesacher   | 17  | ki  | 12  | ki  | ki  | ki  | 18  | ki  | 6   | ki  | 19  |     |     |     |     |     |     |     |     | 3        |
| 22 | Antônio Pizzonia     |     |     |     |     |     |     |     |     |     |     |     |     |     |     | 7   | 15  | ki  | ki  | 13  | 2        |
| 23 | Takuma Sato          | 14† | vi  | ki  | kiz |     |     | 12  | ki  | ni  | 11  | 16  | 12  | 8   | 9   | 16  | ki  | 10  | kiz | ki  | 1        |
| 24 | Vitantonio Liuzzi    |     |     |     | 8   | ki  | ki  | 9   |     |     |     |     |     |     |     |     |     |     |     |     | 1        |
| 25 | Robert Doornbos      |     |     |     |     |     |     |     |     |     |     |     | 18  | ki  | 13  | 18  | 13  | ki  | 14  | 14  | 0        |
| —  | Anthony Davidson     |     | ki  |     |     |     |     |     |     |     |     |     |     |     |     |     |     |     |     |     | 0        |
| —  | Ricardo Zonta        |     |     |     |     |     |     |     |     | ni  |     |     |     |     |     |     |     |     |     |     | 0        |
| #  | Versenyző            | AUS | MAL | BHR | SMR | ESP | MON | EUR | CAN | USA | FRA | GBR | GER | HUN | TUR | ITA | BEL | BRA | JPN | CHN | Pontszám |

† = a versenyző nem ért célba, de teljesítette a futamban szereplő körök legalább 90%-át, így helyezését értékelik, és pontot kaphat

### Konstruktőrök
| \| Hely \| Konstruktőr \| Autó rajtszám \| AUS \| MAL \| BHR \| SMR \| ESP \| MON \| EUR \| CAN \| USA \| FRA \| GBR \| GER \| HUN \| TUR \| ITA \| BEL \| BRA \| JPN \| CHN \| Pont \| \| ---- \| ---------------- \| ------------- \| ---- \| ---- \| ---- \| ---- \| ---- \| ---- \| ---- \| ---- \| --- \| ---- \| ---- \| ---- \| ---- \| ---- \| --- \| ---- \| ---- \| ---- \| ---- \| ---- \| \| 1 \| Renault \| 5 \| 3 \| 1 \| 1 \| 1 \| 2 \| 4 \| 1 \| Kie. \| NI \| 1 \| 2 \| 1 \| 11 \| 2 \| 2 \| 2 \| 3 \| 3 \| 1 \| 191 \| \| 1 \| Renault \| 6 \| 1 \| Kie. \| Kie. \| Kie. \| 5 \| 12 \| 6 \| Kie. \| NI \| 6 \| 4 \| 4 \| 9 \| 4 \| 3 \| Kie. \| 5 \| 2 \| 4 \| 191 \| \| 2 \| McLaren Mercedes \| 9 \| 8 \| 9 \| 3 \| Kie. \| 1 \| 1 \| 11 \| 1 \| NI \| 2 \| 3 \| Kie. \| 1 \| 1 \| 4 \| 1 \| 2 \| 1 \| 2 \| 182 \| \| 2 \| McLaren Mercedes \| 10 \| 6 \| 4 \| 5 \| 3 \| 7 \| 5 \| 7 \| KIZ \| NI \| Kie. \| 1 \| 2 \| Kie. \| 3 \| 1 \| 14 \| 1 \| Kie. \| Kie. \| 182 \| \| 3 \| Ferrari \| 1 \| Kie. \| 7 \| Kie. \| 2 \| Kie. \| 7 \| 5 \| 2 \| 1 \| 3 \| 6 \| 5 \| 2 \| Kie. \| 10 \| Kie. \| 4 \| 7 \| Kie. \| 100 \| \| 3 \| Ferrari \| 2 \| 2 \| Kie. \| 9 \| Kie. \| 9 \| 8 \| 3 \| 3 \| 2 \| 9 \| 7 \| 10 \| 10 \| 10 \| 12 \| 5 \| 6 \| 11 \| 12 \| 100 \| \| 4 \| Toyota \| 17 \| 12 \| 5 \| 4 \| 9 \| 4 \| 6 \| Kie. \| 6 \| NI \| 7 \| 8 \| 6 \| 3 \| 12 \| 6 \| 7 \| 8 \| 8 \| 3 \| 88 \| \| 4 \| Toyota \| 16 \| 9 \| 2 \| 2 \| 5 \| 3 \| 10 \| 8 \| Kie. \| NI \| 5 \| 9 \| 14 \| 4 \| 6 \| 5 \| Kie. \| 13 \| Kie. \| 15 \| 88 \| \| 5 \| Williams BMW \| 7 \| 5 \| Kie. \| 6 \| 7 \| 6 \| 3 \| Kie. \| 5 \| NI \| 12 \| 11 \| Kie. \| 7 \| Kie. \| 14 \| 4 \| HN \| 4 \| 7 \| 66 \| \| 5 \| Williams BMW \| 8 \| Kie. \| 3 \| Kie. \| 6 \| 10 \| 2 \| 2 \| Kie. \| NI \| 14 \| 12 \| 11 \| 6 \| Kie. \| 7 \| 15 \| Kie. \| Kie. \| 13 \| 66 \| \| 6 \| BAR Honda \| 3 \| 11 \| Kie. \| Kie. \| KIZ \| EX \| EX \| 10 \| Kie. \| NI \| 4 \| 5 \| 3 \| 5 \| 5 \| 8 \| 3 \| 7 \| 5 \| 8 \| 38 \| \| 6 \| BAR Honda \| 4 \| 14 \| Kie. \| Kie. \| KIZ \| EX \| EX \| 12 \| Kie. \| NI \| 11 \| 16 \| 12 \| 8 \| 9 \| 16 \| Kie. \| 10 \| KIZ \| Kie. \| 38 \| \| 7 \| RBR Cosworth \| 14 \| 4 \| 6 \| 8 \| 11 \| 8 \| Kie. \| 4 \| 7 \| NI \| 10 \| 13 \| 7 \| Kie. \| 7 \| 15 \| Kie. \| Kie. \| 6 \| 9 \| 34 \| \| 7 \| RBR Cosworth \| 15 \| 7 \| 8 \| NI \| 8 \| Kie. \| Kie. \| 9 \| 8 \| NI \| Kie. \| 15 \| 9 \| Kie. \| 8 \| 13 \| 9 \| 9 \| 9 \| 5 \| 34 \| \| 8 \| Sauber Petronas \| 12 \| 10 \| 10 \| 7 \| 10 \| 11 \| 9 \| 14 \| 4 \| NI \| Kie. \| 10 \| 8 \| 14 \| Kie. \| 9 \| 10 \| 11 \| 10 \| 6 \| 20 \| \| 8 \| Sauber Petronas \| 11 \| 13 \| Kie. \| 11 \| 4 \| Kie. \| 11 \| 13 \| 9 \| NI \| 8 \| 14 \| 15 \| Kie. \| 11 \| 11 \| 6 \| 12 \| 12 \| 10 \| 20 \| \| 9 \| Jordan Toyota \| 18 \| 16 \| 12 \| 10 \| 13 \| 12 \| 13 \| 15 \| 10 \| 3 \| 13 \| 17 \| 17 \| 13 \| 15 \| 17 \| 8 \| Kie. \| 13 \| 11 \| 12 \| \| 9 \| Jordan Toyota \| 19 \| 15 \| 11 \| Kie. \| 12 \| 13 \| Kie. \| 16 \| Kie. \| 4 \| 15 \| Kie. \| 16 \| 12 \| 14 \| 20 \| 11 \| 15 \| 15 \| Kie. \| 12 \| \| 10 \| Minardi Cosworth \| 21 \| Kie. \| 13 \| 13 \| Kie. \| Kie. \| 14 \| 17 \| 11 \| 5 \| Kie. \| 18 \| 13 \| HN \| Kie. \| 19 \| 12 \| 14 \| 16 \| 16 \| 7 \| \| 10 \| Minardi Cosworth \| 20 \| 17 \| Kie. \| 12 \| Kie. \| Kie. \| Kie. \| 18 \| Kie. \| 6 \| Kie. \| 19 \| 18 \| Kie. \| 13 \| 18 \| 13 \| Kie. \| 14 \| 14 \| 7 \| \| Hely \| Konstruktőr \| Autó rajtszám \| AUS \| MAL \| BHR \| SMR \| ESP \| MON \| EUR \| CAN \| USA \| FRA \| GBR \| GER \| HUN \| TUR \| ITA \| BEL \| BRA \| JPN \| CHN \| Pont \| |                  |               |      |      |      |      |      |      |      |      |     |      |      |      |      |      |     |      |      |      |      |      |
| Hely | Konstruktőr      | Autó rajtszám | AUS  | MAL  | BHR  | SMR  | ESP  | MON  | EUR  | CAN  | USA | FRA  | GBR  | GER  | HUN  | TUR  | ITA | BEL  | BRA  | JPN  | CHN  | Pont |
| 1 | Renault          | 5             | 3    | 1    | 1    | 1    | 2    | 4    | 1    | Kie. | NI  | 1    | 2    | 1    | 11   | 2    | 2   | 2    | 3    | 3    | 1    | 191  |
| 1 | Renault          | 6             | 1    | Kie. | Kie. | Kie. | 5    | 12   | 6    | Kie. | NI  | 6    | 4    | 4    | 9    | 4    | 3   | Kie. | 5    | 2    | 4    | 191  |
| 2 | McLaren Mercedes | 9             | 8    | 9    | 3    | Kie. | 1    | 1    | 11   | 1    | NI  | 2    | 3    | Kie. | 1    | 1    | 4   | 1    | 2    | 1    | 2    | 182  |
| 2 | McLaren Mercedes | 10            | 6    | 4    | 5    | 3    | 7    | 5    | 7    | KIZ  | NI  | Kie. | 1    | 2    | Kie. | 3    | 1   | 14   | 1    | Kie. | Kie. | 182  |
| 3 | Ferrari          | 1             | Kie. | 7    | Kie. | 2    | Kie. | 7    | 5    | 2    | 1   | 3    | 6    | 5    | 2    | Kie. | 10  | Kie. | 4    | 7    | Kie. | 100  |
| 3 | Ferrari          | 2             | 2    | Kie. | 9    | Kie. | 9    | 8    | 3    | 3    | 2   | 9    | 7    | 10   | 10   | 10   | 12  | 5    | 6    | 11   | 12   | 100  |
| 4 | Toyota           | 17            | 12   | 5    | 4    | 9    | 4    | 6    | Kie. | 6    | NI  | 7    | 8    | 6    | 3    | 12   | 6   | 7    | 8    | 8    | 3    | 88   |
| 4 | Toyota           | 16            | 9    | 2    | 2    | 5    | 3    | 10   | 8    | Kie. | NI  | 5    | 9    | 14   | 4    | 6    | 5   | Kie. | 13   | Kie. | 15   | 88   |
| 5 | Williams BMW     | 7             | 5    | Kie. | 6    | 7    | 6    | 3    | Kie. | 5    | NI  | 12   | 11   | Kie. | 7    | Kie. | 14  | 4    | HN   | 4    | 7    | 66   |
| 5 | Williams BMW     | 8             | Kie. | 3    | Kie. | 6    | 10   | 2    | 2    | Kie. | NI  | 14   | 12   | 11   | 6    | Kie. | 7   | 15   | Kie. | Kie. | 13   | 66   |
| 6 | BAR Honda        | 3             | 11   | Kie. | Kie. | KIZ  | EX   | EX   | 10   | Kie. | NI  | 4    | 5    | 3    | 5    | 5    | 8   | 3    | 7    | 5    | 8    | 38   |
| 6 | BAR Honda        | 4             | 14   | Kie. | Kie. | KIZ  | EX   | EX   | 12   | Kie. | NI  | 11   | 16   | 12   | 8    | 9    | 16  | Kie. | 10   | KIZ  | Kie. | 38   |
| 7 | RBR Cosworth     | 14            | 4    | 6    | 8    | 11   | 8    | Kie. | 4    | 7    | NI  | 10   | 13   | 7    | Kie. | 7    | 15  | Kie. | Kie. | 6    | 9    | 34   |
| 7 | RBR Cosworth     | 15            | 7    | 8    | NI   | 8    | Kie. | Kie. | 9    | 8    | NI  | Kie. | 15   | 9    | Kie. | 8    | 13  | 9    | 9    | 9    | 5    | 34   |
| 8 | Sauber Petronas  | 12            | 10   | 10   | 7    | 10   | 11   | 9    | 14   | 4    | NI  | Kie. | 10   | 8    | 14   | Kie. | 9   | 10   | 11   | 10   | 6    | 20   |
| 8 | Sauber Petronas  | 11            | 13   | Kie. | 11   | 4    | Kie. | 11   | 13   | 9    | NI  | 8    | 14   | 15   | Kie. | 11   | 11  | 6    | 12   | 12   | 10   | 20   |
| 9 | Jordan Toyota    | 18            | 16   | 12   | 10   | 13   | 12   | 13   | 15   | 10   | 3   | 13   | 17   | 17   | 13   | 15   | 17  | 8    | Kie. | 13   | 11   | 12   |
| 9 | Jordan Toyota    | 19            | 15   | 11   | Kie. | 12   | 13   | Kie. | 16   | Kie. | 4   | 15   | Kie. | 16   | 12   | 14   | 20  | 11   | 15   | 15   | Kie. | 12   |
| 10 | Minardi Cosworth | 21            | Kie. | 13   | 13   | Kie. | Kie. | 14   | 17   | 11   | 5   | Kie. | 18   | 13   | HN   | Kie. | 19  | 12   | 14   | 16   | 16   | 7    |
| 10 | Minardi Cosworth | 20            | 17   | Kie. | 12   | Kie. | Kie. | Kie. | 18   | Kie. | 6   | Kie. | 19   | 18   | Kie. | 13   | 18  | 13   | Kie. | 14   | 14   | 7    |
| Hely | Konstruktőr      | Autó rajtszám | AUS  | MAL  | BHR  | SMR  | ESP  | MON  | EUR  | CAN  | USA | FRA  | GBR  | GER  | HUN  | TUR  | ITA | BEL  | BRA  | JPN  | CHN  | Pont |

| Helyezés | +/- | Gyártó   | Modell       | Motor    | Abroncs | Start | Győzelmek | Dobogó | Első rajthelyek | Leggyorsabb kör | Pont |
| -------- | --- | -------- | ------------ | -------- | ------- | ----- | --------- | ------ | --------------- | --------------- | ---- |
| 1        | +2  | Renault  | R25          | Renault  | M       | 18    | 8         | 18     | 7               | 3               | 191  |
| 2        | +3  | McLaren  | MP4-20       | Mercedes | M       | 18    | 10        | 18     | 7               | 12              | 182  |
| 3        | -2  | Ferrari  | 2004M F2005  | Ferrari  | B       | 19    | 1         | 9      | 1               | 3               | 100  |
| 4        | +4  | Toyota   | TF105 TF105B | Toyota   | M       | 18    | 0         | 5      | 2               | 1               | 88   |
| 5        | -1  | Williams | FW27         | BMW      | M       | 18    | 0         | 4      | 1               | 0               | 66   |
| 6        | -4  | BAR      | 007          | Honda    | M       | 16    | 0         | 2      | 1               | 0               | 38   |
| 7        | 0*  | Red Bull | RB1          | Cosworth | M       | 18    | 0         | 0      | 0               | 0               | 34   |
| 8        | -2  | Sauber   | C24          | Petronas | M       | 18    | 0         | 0      | 0               | 0               | 20   |
| 9        | 0   | Jordan   | EJ15 EJ15B   | Toyota   | B       | 19    | 0         | 1      | 0               | 0               | 12   |
| 10       | 0   | Minardi  | PS04 PS05    | Cosworth | B       | 19    | 0         | 0      | 0               | 0               | 7    |

- +/- Helyezésváltozás 2004-hez viszonyítva.

* A csapat helyezése az előző évi jogelődhőz képest (Jaguar→Red Bull)

## Közvetítések
A 2005-ös szezonban az RTL Klub csatorna közvetítette élőben az időmérő edzéseket és a futamokat. A magyar idő szerint kora reggeli versenyeket délután meg is ismételték. A magyar nagydíj kivételével valamennyi futamot a budapesti stúdióból kommentálták. A kommentátorok Palik László és Czollner Gyula voltak, Palikot szükség esetén Wéber Gábor helyettesítette szakkommentátorként. Az időmérőket és az Európa Nagydíjat Czollner egyedül kommentálta. A helyszíni riporter  egymást váltva Szujó Zoltán és Faragó András volt. A stúdióműsorokat Gyulai Balázs és Héder Barna vezették, állandó vendégeik Wéber Gábor és Szabó Róbert voltak.